# Reformisme borbònic
El Reformisme borbònic fa referència al període de la història d'Espanya iniciat el 1700, en el qual Carles II, l'últim rei de la Casa d'Àustria de la Monarquia d'Espanya, va nomenar al seu testament, un mes abans de morir, Felip V de Borbó com el seu successor. Aquest fet va provocar la guerra de Successió Espanyola (1701-1714), fins a les abdicacions de Baiona de 1808, en les quals Carles IV i el seu fill Ferran VII, van ser obligats a abdicar dos mesos abans pel Motín de Aranjuez. A partir d'aqui, Napoleó Bonaparte els va fer cedir els seus drets monàrquics que van passar al seu germà José I Bonaparte, donant peu a l'inici a la Guerra del Francès.
Durant aquest període, la nova dinastia va construir una monarquia absoluta centralitzadora i uniformitzadora que va posar fi a la monarquia composta dels Àustries exercida durant els dos segles anteriors, i va aplicar polítiques reformistes, part d'elles inspirades en els principis de la Il·lustració a Espanya, especialment sota els regnats de Ferran VI i de Carles III. Les reformes borbòniques es van portar a terme a partir d'un conjunt de directrius legislatives, polítiques i econòmiques promulgades per la Corona espanyola sota diversos reis de la casa de Borbó. Aquests van perseguir la supremacia estatal per sobre de l'Església Catòlica, i van impulsar reformes econòmiques que van desplegar un aparell de cossos de funcionaris civils fortament jerarquitzats.
Les reformes van donar lloc a una reestructuració important de l'aparell administratiu de l'estat i de les seves colònies amb l'objectiu d'estimular la tecnologia, industria i comerç d'un país que necessitava modernitzar la seva economia. A l'Amèrica Espanyola, les reformes van ser pensades per fer més eficient l'administració i per afavorir el seu desenvolupament econòmic, comercial i fiscal. Però els objectius reals de les reformes americanes van ser la transformació dels grups jurídicament semiautònoms en colònies pròpies que impulsessin l'agricultura comercial, l'explotació minera i els intercanvis amb la metropoli. El sistema fomentava la jerarquia, obligant les colònies a dependre més d'Espanya i a servir de mercat per als seus productes manufacturats. La corona espanyola va ordenar aquests canvis amb l'esperança que tinguessin un efecte positiu en l'economia de l'imperi. Per altra banda, les reformes borbòniques pretenien limitar el poder dels criolls, i restablir la supremacia espanyola sobre les colònies.
Les reformes van aconseguir resultats contradictoris a nivell administratiu, però van permetre alienar les elits locals americanes, que fomentaren les condicions per generar els disturbis i malestar, que finalment conduirien a la independència de tots els dominis d'ultramar de la corona espanyola.

## La construcció de l'Estat borbònic

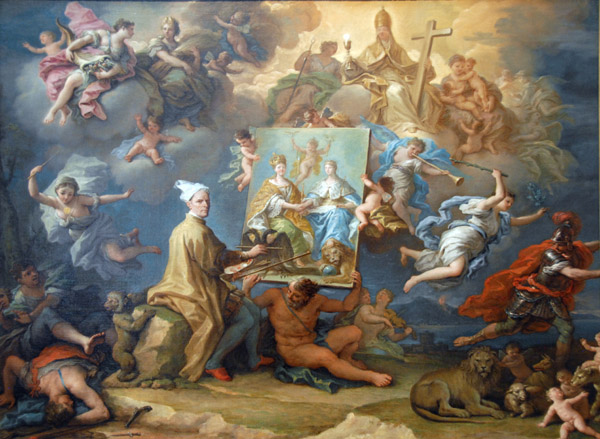
Pintura al·legòrica del Tractat d'Utrecht

Felip V va accedir al tron de la monarquia espanyola en virtut del testament del seu besoncle, Carles II, enfrontant-se a la casa d'Habsburg. Castella va acceptar immediatament al nou rei, però els regnes de la Corona d'Aragó, proclius en un primer moment, no van trigar a adherir-se a la causa de l'arxiduc Carles. Felip V només comptava amb el suport de França i dels propis castellans, contra l'hostilitat de la resta, especialment aragonesos, austríacs, britànics i neerlandesos, temorosos de l'establiment a Espanya una monarquia de tall absolutista a l'estil francès. La victòria va ser per als partidaris de Felip V i els Tractats d'Utrecht el 1713 i de Rastatt el 1714 van posar fi al conflicte, no sense greus pèrdues per a la corona en territori europeu. La instauració dels Borbons va comportar la signatura dels anomenats Pactes de Família amb França que dominarien tota la política internacional espanyola al llarg del segle xviii.
En represàlia, Felip V va abolir els Furs d'Aragó i València el 1707 i va imposar el Fur de Castella, a Catalunya i Mallorca. Les Corts d'Aragó, les de València i les de Catalunya van deixar successivament d'existir, integrant-se els representants de les seues ciutats, no així la noblesa i el clergat, a les Corts de Castella. En canvi, el monarca va premiar la lleialtat del Regne de Navarra i de les províncies del País Basc a la seva causa, mantenint els seus furs. La nova regulació es formularà a través dels Decrets de Nova Planta.

### Decrets de Nova Planta
Felip V va posar fi a la Corona d'Aragó per la via militar, abolint les institucions i lleis pròpies que regien els estats que la componien; regne d'Aragó, regne de València, regne de Mallorca i el Principat de Catalunya, mitjançant els Decrets de Nova Planta de 1707-1716. D'aquesta manera es va instaurar un estat, absolutista, centralista i uniformitzador, inspirat en la Monarquia absoluta francesa de Lluís XIV, avi de Felip V. Es van imposar les lleis de la Corona de Castella a la resta de territoris, excepte el regne de Navarra, la Senyoria de Biscaia, Guipúscoa i Àlaba que van conservar els seus furs per haver estat fidels a Felip V, tot i que es va mantenir el dret privat d'Aragó, Catalunya i Mallorca. Els austriacistes defensors dels drets del Carles III l'Arxiduc i del manteniment de la monarquia composta o “federal” de la Monarquia d'Espanya dels dos segles anteriors van resultar els grans derrotats.
Segons l'historiador Ricardo García Cárcel, la victòria borbònica a la guerra va suposar el "triomf de l'Espanya vertical sobre l'Espanya horitzontal dels Àustries", entenent per "Espanya horitzontal", la "Espanya austracista ", la que defensa "l'Espanya federal que es planteja la realitat nacional com un agregat territorial amb el nexe comú a partir del supòsit d'una identitat espanyola plural i «extensiva»", mentre que l'"Espanya vertical" és l'"Espanya centralitzada, articulada al voltant d'un eix central, que sempre ha estat Castella, vertebrada des d'una espina dorsal, amb un concepte d'una identitat espanyola homogeneïtzada i «intensiva».
A més de l'abolició de les seves institucions i lleis pròpies, per als estats de la Corona d'Aragó, la Nova Planta de la Monarquia va tenir dues conseqüències importants. La primera va ser l'establiment de l'absolutisme al desaparèixer la figura del "pactisme" entre les institucions pròpies i el monarca. Es va implantar una administració militaritzada, d'inspiració castellana amb els Capità General, Reial audiència, corregidors, i francesa: intendents, per controlar els estats que havien estat "rebels".
En segon lloc, l'inici o l'acceleració del procés de castellanització dels seus habitants, especialment per part dels seus grups dirigents, en declarar el castellà com a única llengua oficial. L'abat Miquel Antonio de la Gàndara ho va expressar així el 1759: « A la unitat d'un rei són consegüentment necessàries sis unitats més: una moneda, una llei, una mesura, una llengua i una religió ». El procés de castellanització va tenir un èxit relatiu, més gran al Regne de València que al Principat de Catalunya i al Regne de Mallorca; mentre que a la Menorca sota domini britànic es va mantenir el català com a llengua oficial. Segons Joaquim Albareda, "més enllà d'aquesta pressió política que convertia en llengua oficial de l'administració al castellà, cal aclarir que va existir un fenomen de diglòssia perceptible en els estrats dirigents (noblesa, burgesia comercial, advocats i juristes) que arrenca a partir del segle xvi, un fenomen, com ha demostrat Joan Lluís Marfany, de caràcter endògen, pel qual el castellà es convertia en el vehicle d'expressió en determinats usos socials, especialment en l'àmbit escrit, per un factor de prestigi social i cultural.»

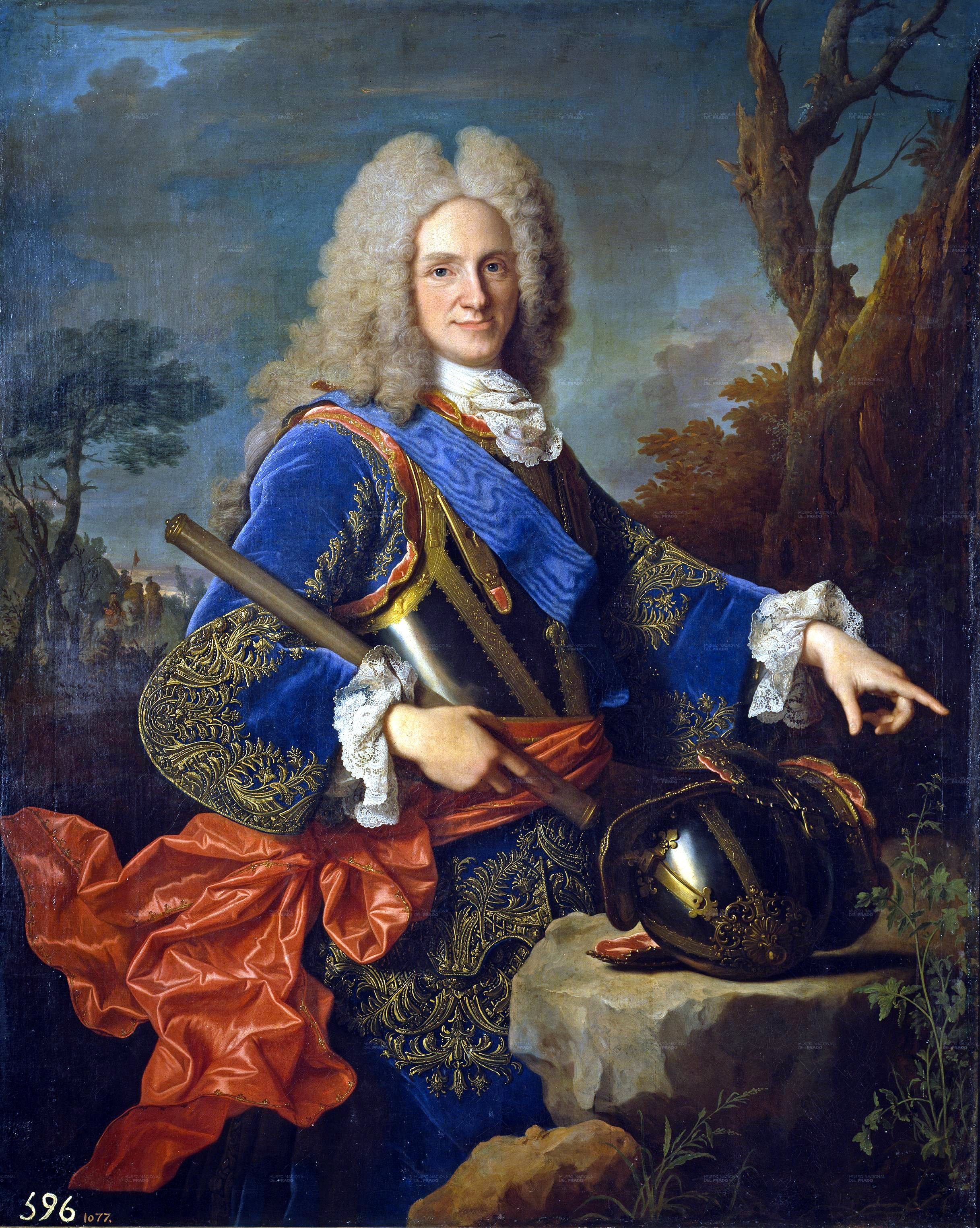
Retrat de Felip V d'Espanya de Jean Ranc (1723)
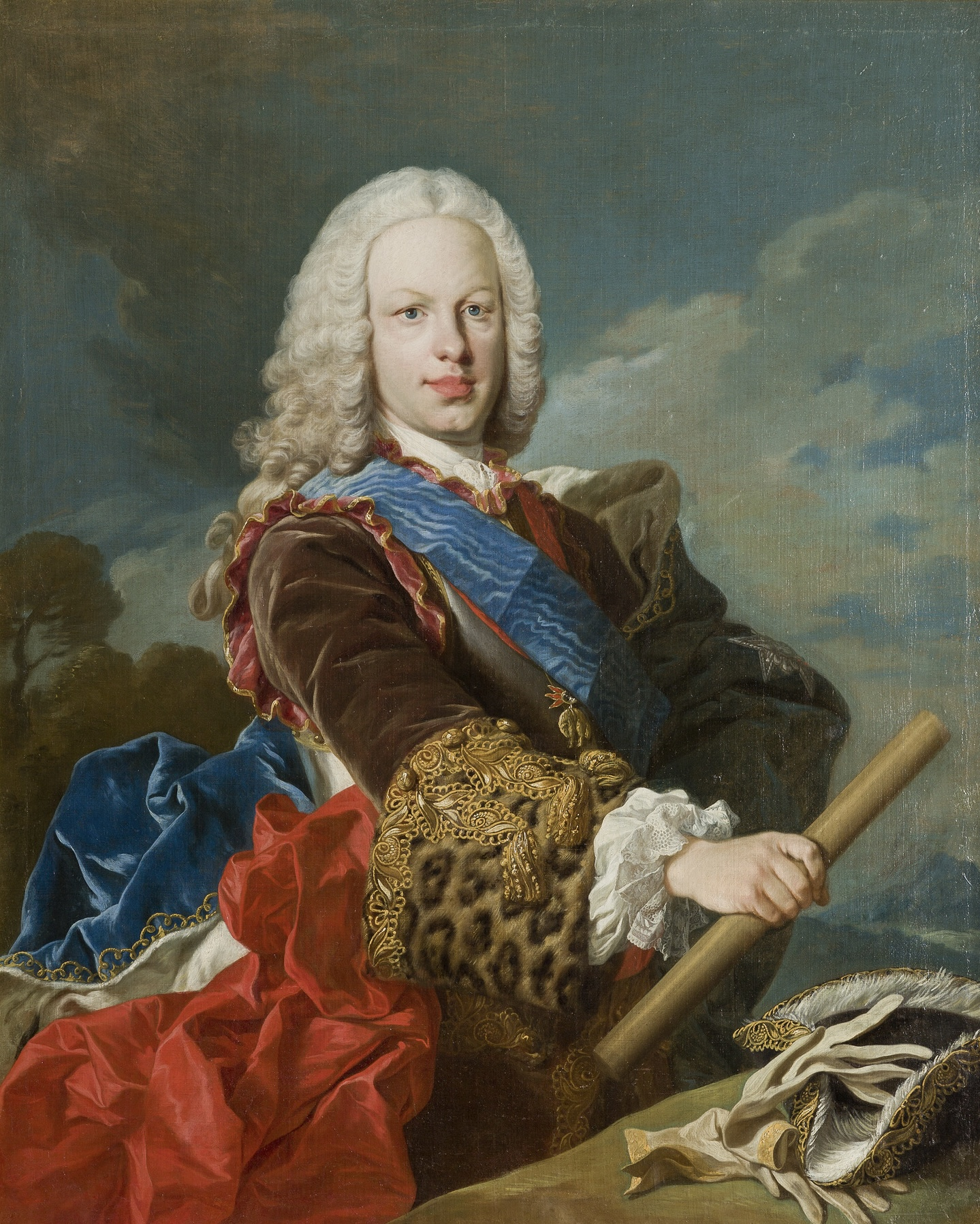
Retrat de Ferran VI d'Espanya per Louis Michel Van Loo.
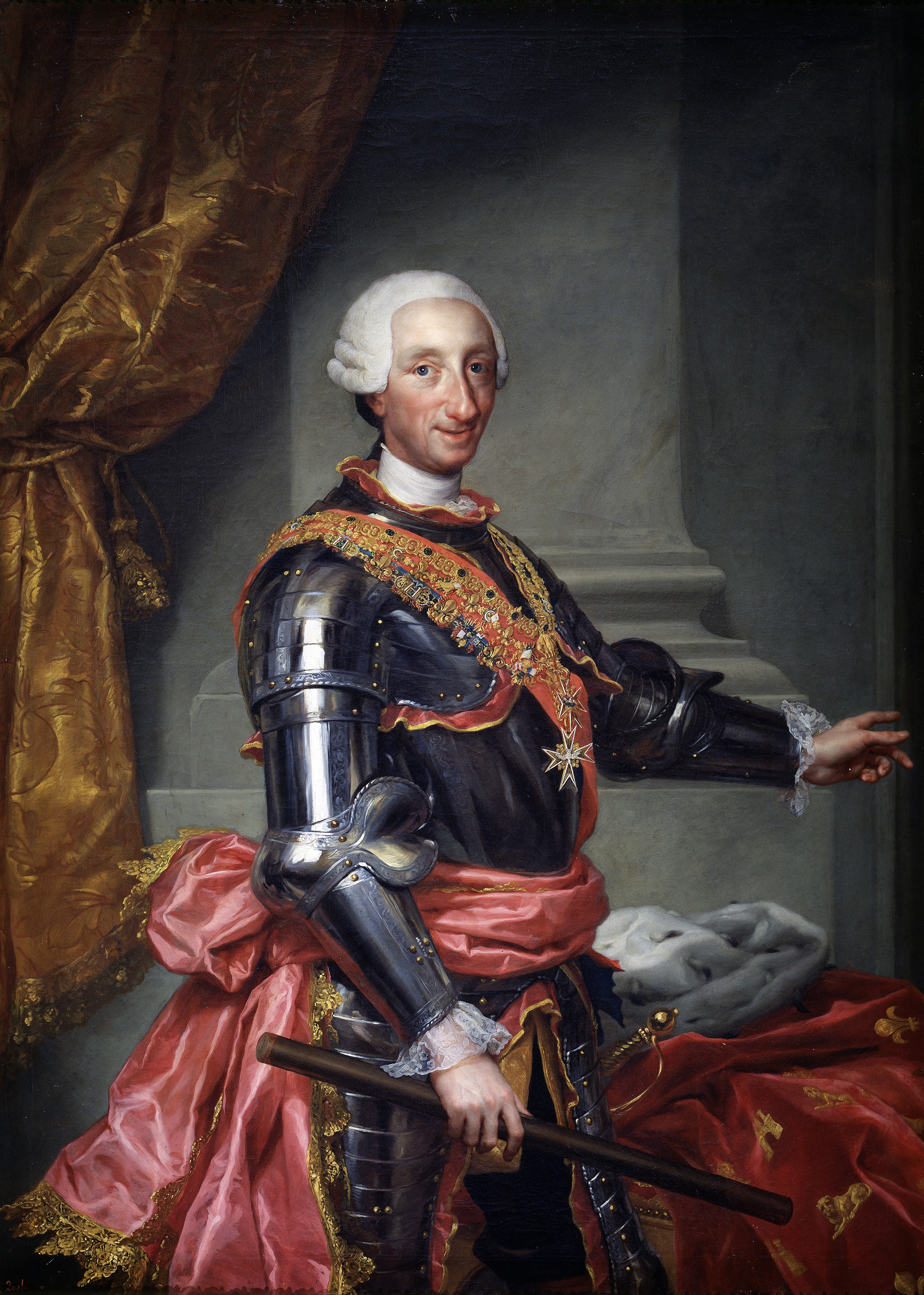
Retrat de Carles III d'Espanya per Anton Rafael Mengs (1765)
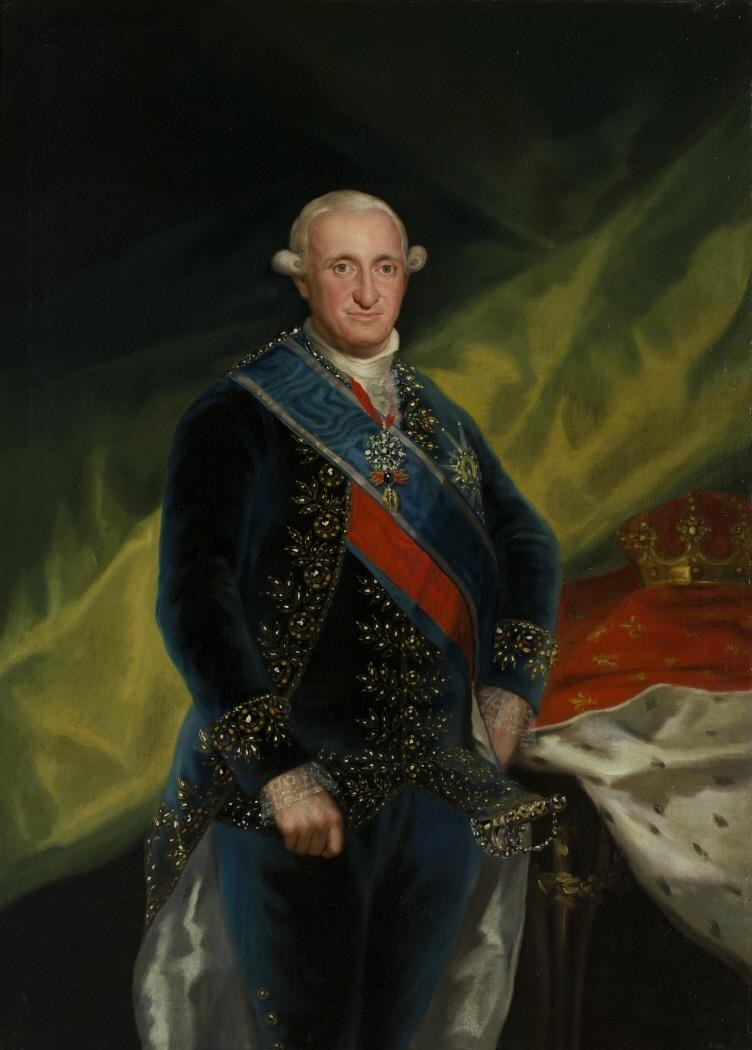
Retrat de Carles IV per Francisco de Goya (1789).

### Limitacions de l'absolutisme borbònic
La monarquía absoluta es fonamentava en la idea de que els poders del rei eren ilimitats i que aquest els exercia sense cap limitació. D'acord amb José del Campillo, ministre de Felip V:
| « | No es menester en una monarquía que todos discurran ni tengan grandes talentos. Basta que sepa trabajar el mayor número, siendo pocos los que deben mandar, que son los que necesitan luces muy superiores; pero la muchedumbre no ha de necesitar más que fuerzas corporales y docilidad para dejarse gobernar. | » |

Aquest poder absolut a trobar les seves limitacions en la pervivència de les jurisdiccions senyorials i eclesiàstiques. A mitjans del segle xviii hi havia a Espanya uns 30.000 senyorius que comprenien la meitat de la pobalció camperola. Per aquest motiu, el poder del rei es trobava molt llunyà davant el poder immediat d'un senyor que encara tenia les arrels en el sistema feudal. Aquesta situació que no es va modificar malgrat que els ministres borbònics eren conscients que la seva existència suposava una reducció del poder del rei. Com va afirmar el conde de Floridablanca en la Instrucción reservada a la Junta de Estado de 1787 presentada a Carles III a la que parlava en nom del rei :
| « | Se ha pensado en algunos tiempos en incorporar o disminuir las jurisdicciones de señorío, donde los jueces no suelen tener las cualidades necesarias ni hacerse las elecciones de ellos con el examen y el conocimiento que conviene. Aunque no es mi ánimo que a los señores de vasallos se les perjudique ni quebranten sus privilegios, debe encargarse mucho a los tribunales y fiscales, y que procuren incorporar o tantear todas las jurisdicciones enajenadas de las que, conforme a los mismos privilegios y a las leyes deben restituirse a mi Corona | » |

Els consellers francesos que van acompanyar Felip V van considerar que el règim polisinodial tradicional de la Monarquia dels Àustries estava obsolet i era ineficaç, perquè les decisions trigaven temps a prendre's, i suposaven una limitació de l'autoritat absoluta del rei ja que els diferents consells, cadascun especialitzat en un assumpte diferent, estaven controlats per la noblesa, i especialment pels Grans d'Espanya. A l'informe que va elaborar el 1703 titulat Plan para la administración de los asuntos del rey de España el conseller francès Jean Orry va afirmar que els Consells « governen l'Estat... de manera que la seva intenció en general és que el seu Rei no tingui, parlant amb propietat, cap participació activa al govern, sinó que els presti el seu nom»
Com a alternativa van donar preferència a la «via reservada» anomenada així perquè el rei es reservava cada cop més assumptes que sostreia als Consells, prenent decisions que atenien només les propostes que li feien els seus Secretaris d'Estat i del Despatx Universal, sorgits del càrrec creat el 1621 de Secretari del Despatx Universal. Així ja des de 1702 Felip V crea un Consell de Gabinet formatt per molt poques persones que l'assessoraven mitjançant el despatx de paraula, entre les quals s'incloïa l'ambaixador del seu avi Lluís XIV. Aquest Consell es dividirà en diverses àrees fins que després de la guerra, el novembre de 1714, va quedar constituït per cinc oficines independents amb un secretari d'Estat i del despatx al capdavant de cadascuna: Estat, Gràcia i Justícia, Guerra, Hisenda, Marina i Índies.
Felip V no va eliminar completament el sistema de consells, perquè el Consell de Castella va mantenir les seves extenses atribucions governatives i judicials que ara abastaven tot el regne i, d'altra banda, les Secretaries d'Estat i del Despatx mai no van arribar a constituir un autèntic govern ja que cadascun dels Secretaris d'Estat despatxava per separat amb el monarca. Caldrà esperar una data tan tardana com el 1787 sota Carles III, el comte de Floridablanca constitueixi la Junta Suprema d'Estat que reuniria els Secretaris d'Estat i del Despatx, però aquesta va tenir una vida efímera doncs va ser suprimida cinc anys després per Carles IV. En l'informe que va elaborar el 1703 Jean Orry, a més de qüestionar el sistema de govern dels Consells, també es va referir a l'organització territorial, criticant que els corregidors fossin nomenats pel Consell de Castella, per la qual cosa s' excloia al rei del govern del seu regne. En el seu lloc proposava nomenar governadors o intendents a les províncies que estarien subordinats al Consell Reial, i rebrien ordres del Rei a través d'un observador (veedor) general.
Amb aquesta nova organització territorial es van crear Capitanies Generals amb seu a Santa Cruz de Tenerife, La Corunya, Astúries, Zamora, Badajoz, Sevilla i Màlaga; les Reals Audiències, de Valladolid i Granada.
Així mateix es va intentar introduir a Castella la figura dels intendents, i el 1718 es va promulgar una Ordenança en què es decidia «formar i establir a cadascuna de les províncies del regne una intendència […] de justícia, policia, hisenda i guerra ». Però els Consells van aconseguir paralitzar el procés. Només es van constituir quatre intendències "d'Exèrcit" i caldria esperar el 1749, sota Ferran VI, perquè es creïn 22 intendències a la Corona de Castella. Una de les primeres missions dels intendents seria la realització del Cadastre d'Ensenada a fi d'aplicar a Castella el sistema fiscal d'única contribució que des del finals de la guerra s'aplicava a l'extingida Corona d'Aragó. Les competències dels intendents van ser en detriment dels corregidors, alcaldes majors i regidors dels ajuntaments, quedant limitada l'activitat de les autoritats locals a la gestió del patrimoni municipal i a la regulació d'alguns serveis públics essencials, especialment els relacionats amb l'abastament alimentari.

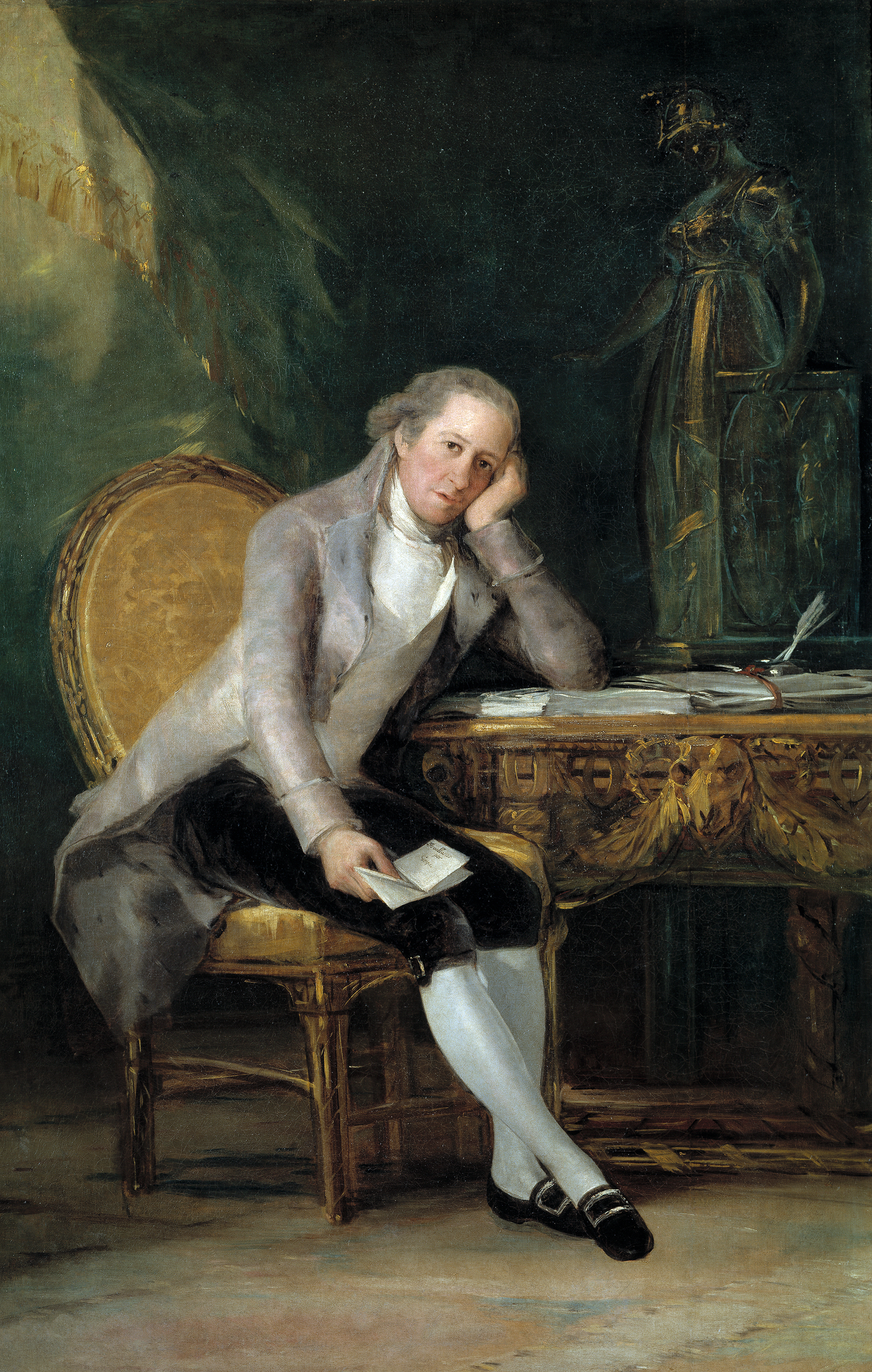
Retrat de Gaspar Melchor de Jovellanos per Francisco de Goya (1798)
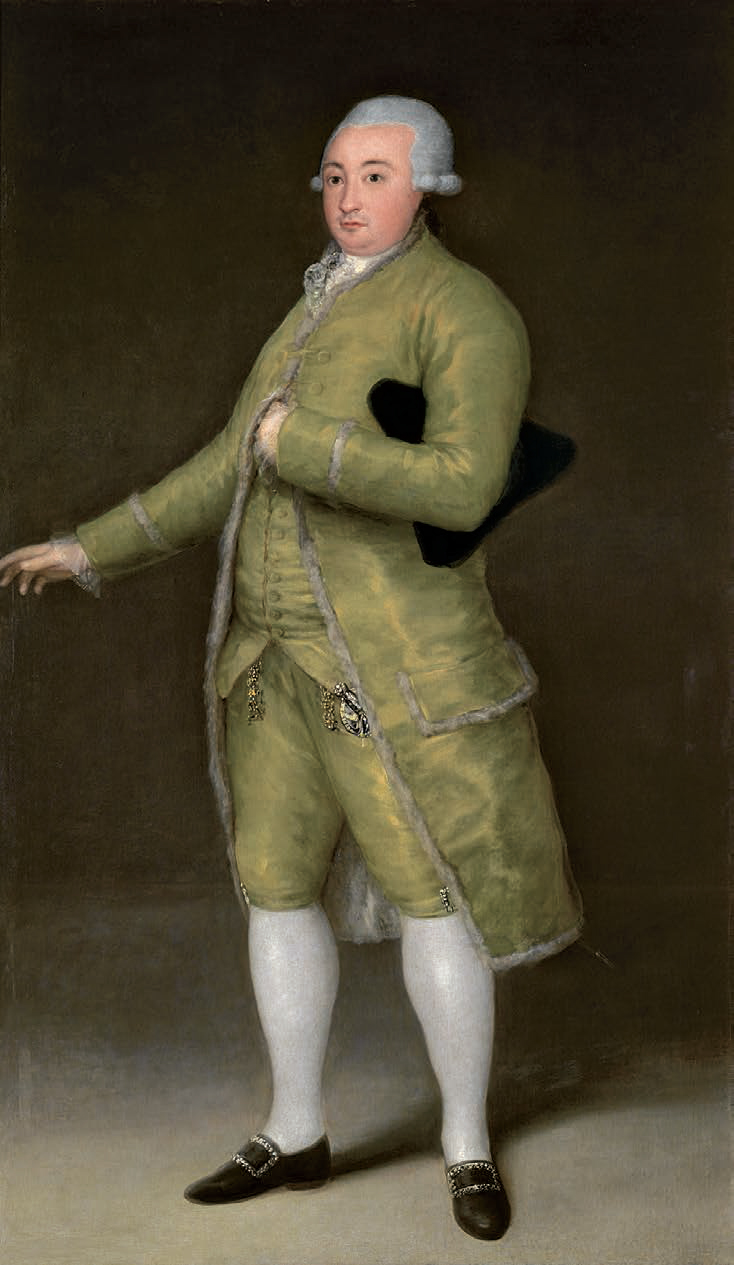
Retrat de Francisco Cabarrús (1752-1810).
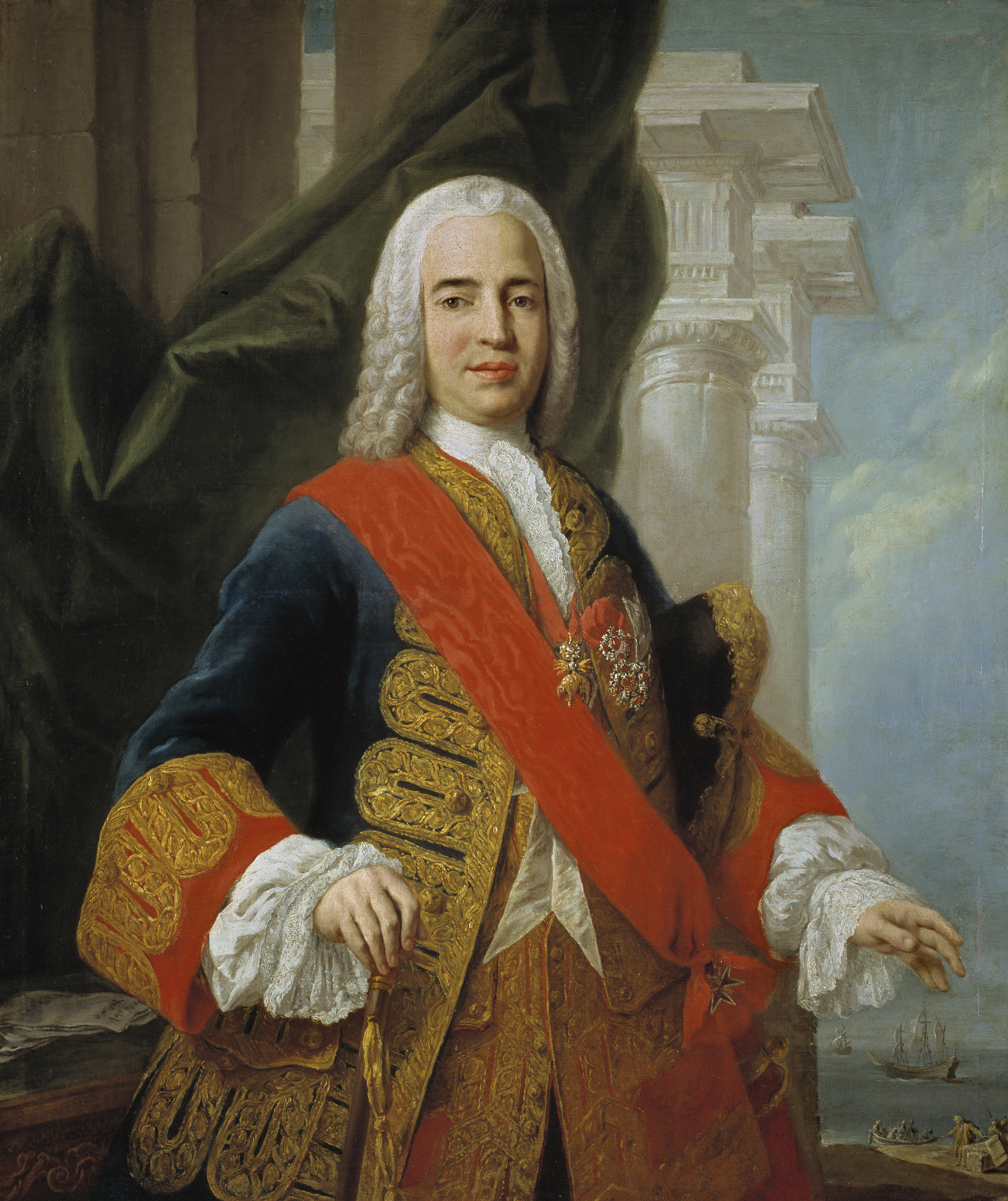
Zenón de Somodevilla (1702-1781), marquès de la Ensenada i reformista il·lustrat
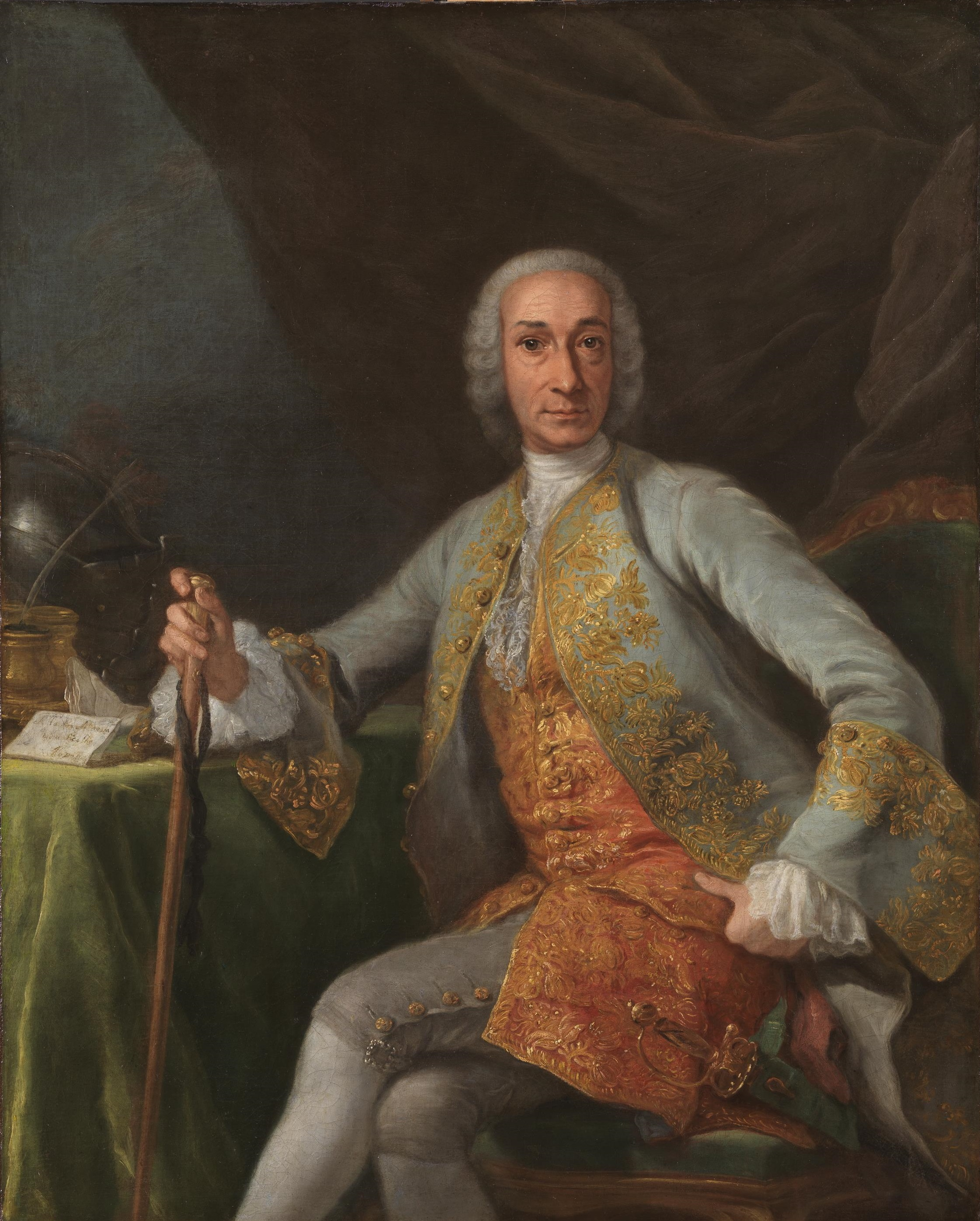
El marquès d'Esquilache, estadista i reformador sicilià al servei del rei Carles III
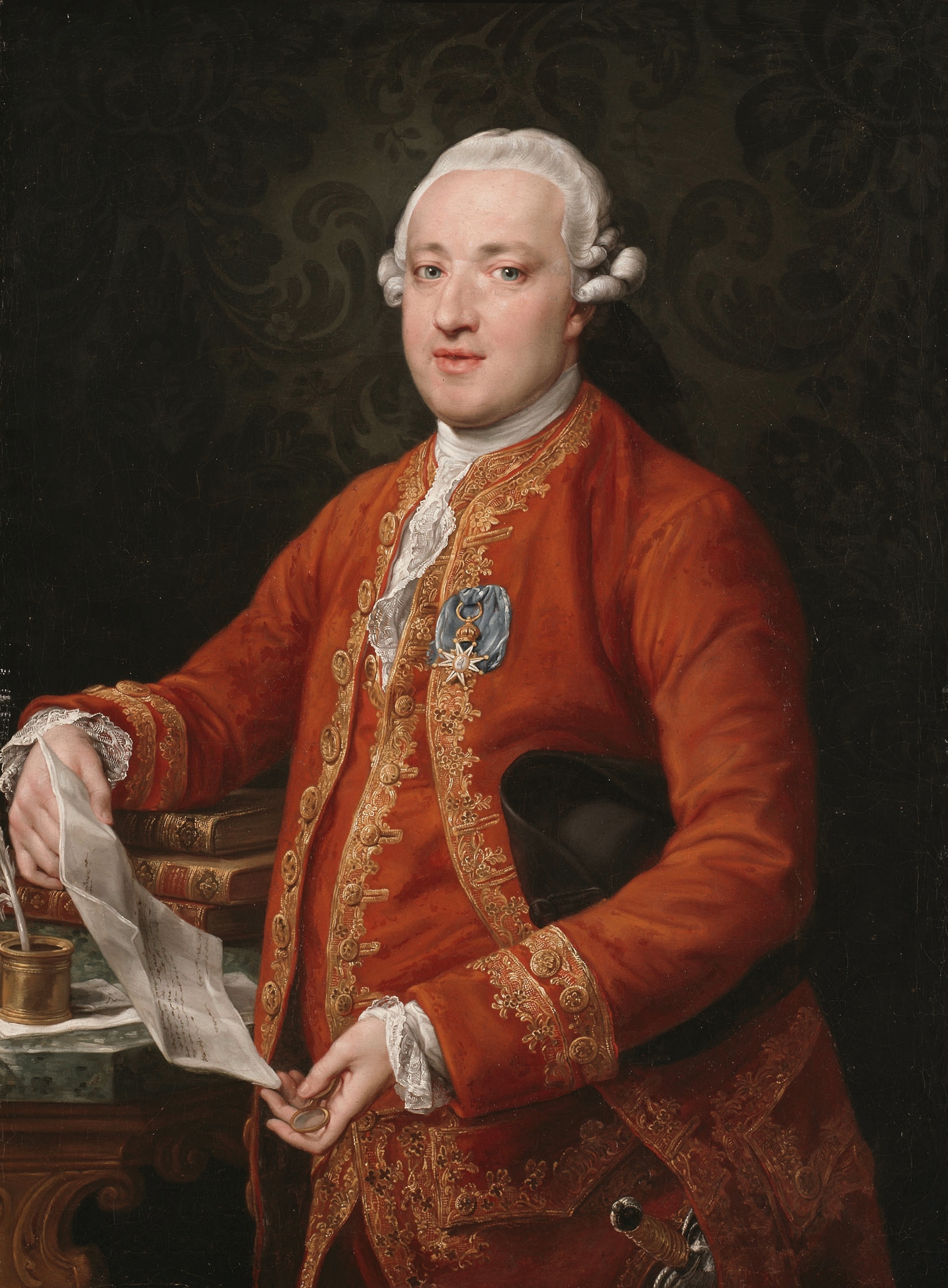
El comte de Floridablanca, estadista i reformador espanyol, per Pompeo Batoni

### Fiscalitat
El sistema impositiu que es va implantar als territoris de l'antiga Corona d'Aragó un cop vençuts al final de la Guerra de Sucesión Española es va conèixer com a cadastre a Catalunya, i que revia el nom d' "equivalente" a València; "contribución única" a Aragó o "talla" a Mallorca. Aquest era similar en quantitat a les diferents rendes provicials i impostos de consum que ja eren d'ús comú a les alcabales, impostos sobre el consum que se cobraven a Castella. Aquest impost no era l'únic que pagaven els castellans, doncs també es cobraven les "rendes generals" o drets de duanes, i les "rendes estancades" o monopolis estatals sobre la sal, el tabac i el paper segellat. L'aplicació d'aquesta anomenada "Nova Planta fiscal" va significar un canvi radical per a aragonesos, catalans, mallorquins i valencians, perquè des de la segona dècada del segle xviii, serà la Corona qui els rebi i qui decideixi en què i on s'han de gastar els diners, mentre que durant la Monarquia dels Àustries revertien a les seves pròpies terres, per cobrir les seves necessitats.
La "Nova Planta" fiscal es va completar amb l'extensió de les monedes castellanes a la Corona d'Aragó, encara que les monedes pròpies van continuar circulant encara que als seus respectius territoris. També es van suprimir les duanes interiors, o ports secs, que existien entre els estats de la Corona d'Aragó i la Corona de Castella, perquè d'aquesta manera, es deia al decret de novembre de 1714 que les va abolir, « s'estimen aquells dos Regnes [d'Aragó i de València] i Principat [de Catalunya ] com a províncies unides a Castella, corrent el comerç entre totes elles lliure i sense cap impediment ». No obstant això quan en 1717 es va decretar que es traslladessin a la costa la frontera amb França els ports secs que existien entre els territoris bascos i el regne de Navarra amb la Corona de Castella, va esclatar una revolta en aquests territoris, coneguda com la Matxinada, que va fracassar com a intent.
Sota Ferran VI, el marqués de l'Ensenada va fracassar en el seu intent d'aplicar el sistema d'"única contribución" de Castella en substitució del sistema d'agregaci´`o dimpostos diversos que els Austries havien heretat dels Reis Catòlics. Ensenada si que va poder incrementar la recaudació al substituir el sistema d'arrendament d'impostos per la gestió directa a càrrec de funcionaris reials sota la supervisió dels intendents.
D'altra banda, la composició de la despesa no va variar pràcticament al llarg del segle XVIII: el 1778 el 72% corresponia a l'Exèrcit i la Marina, el 11 % a la cort i només el 17 % restant es dedicava a altres despeses, bàsicament el pagament als funcionaris reials.

### Administració colonial

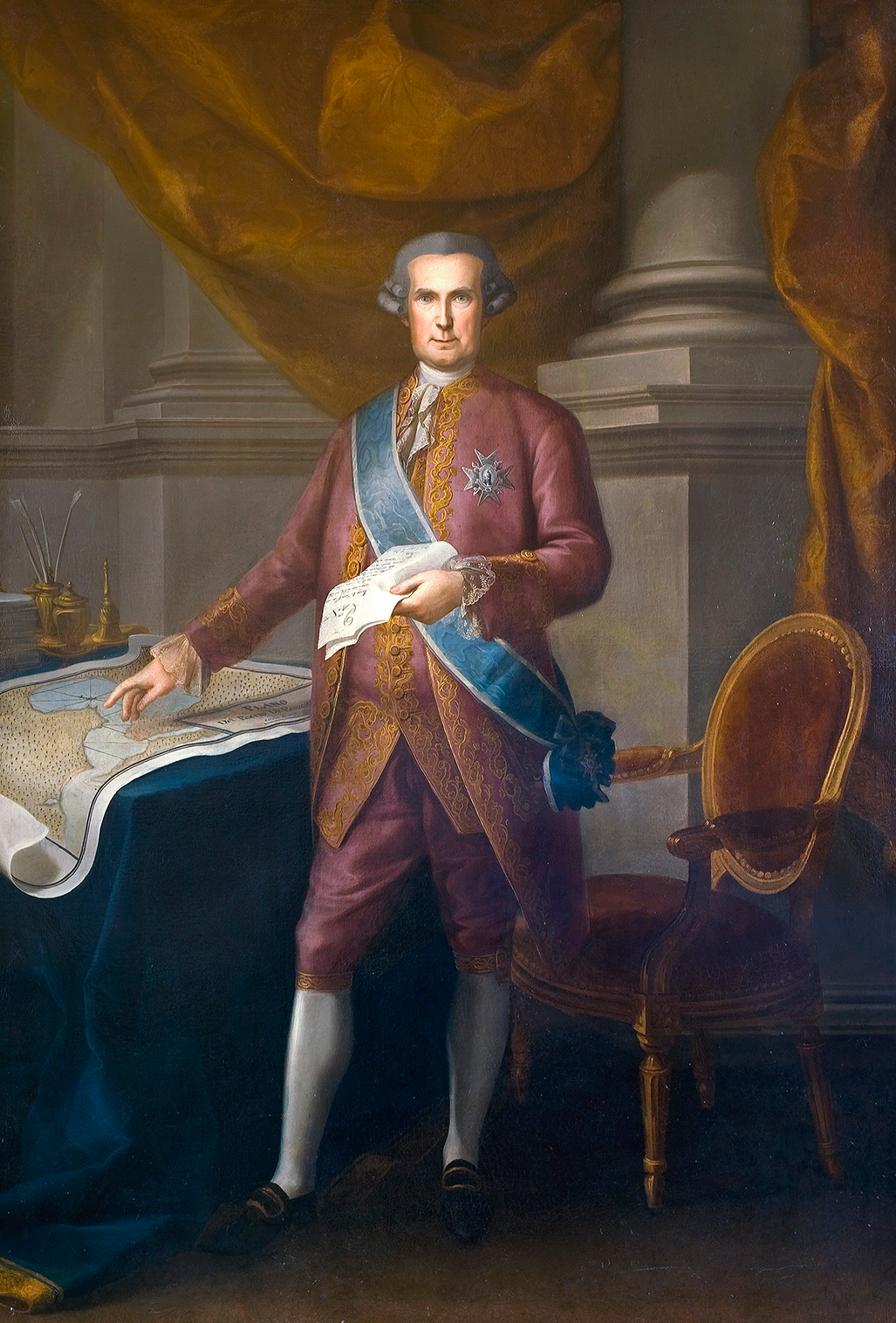
José de Gálvez, Visitador general a Nova Espanya i Ministre d'Indies.

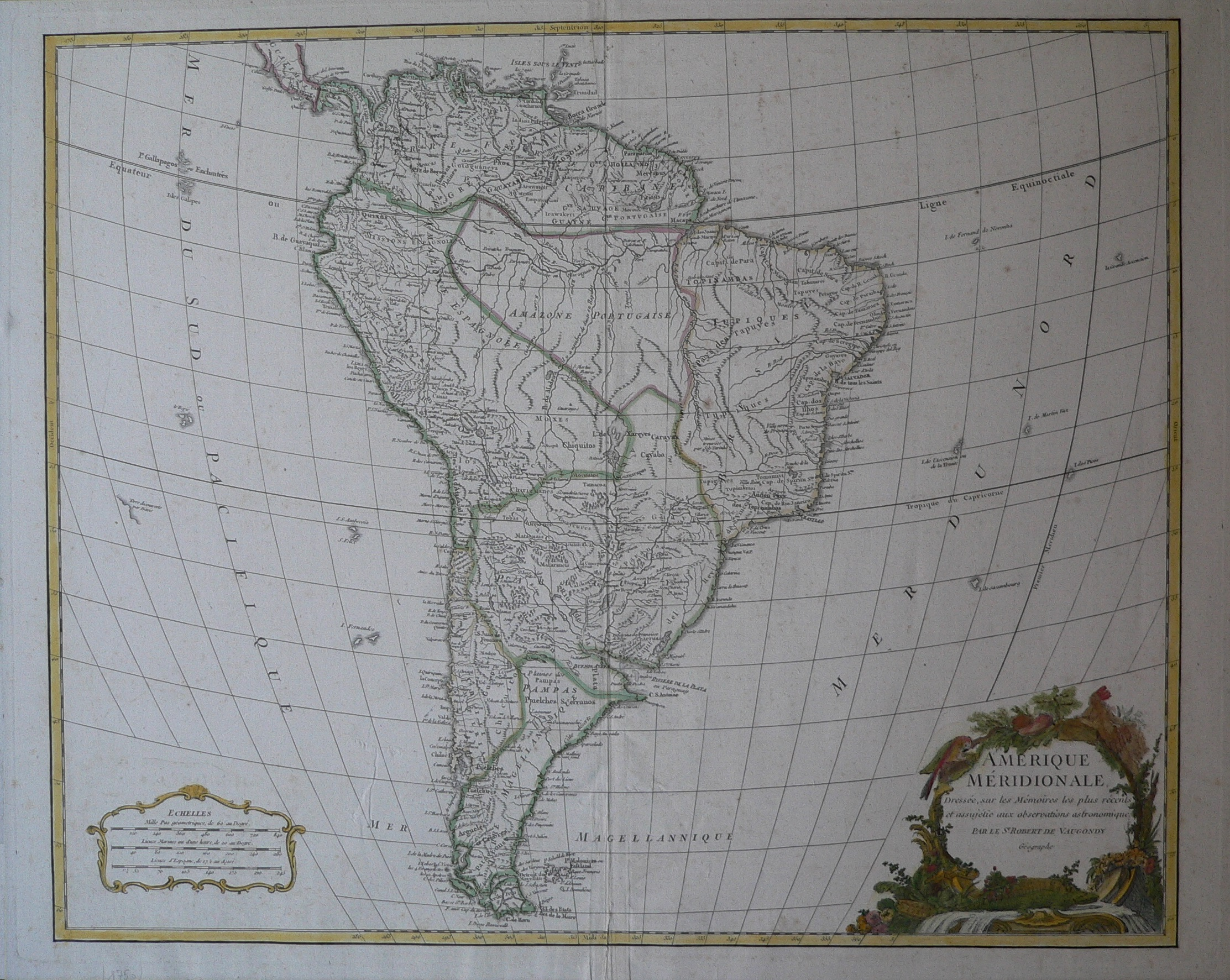
Mapa de l'Amèrica Espanyola el 1750 per Robert de Vaugondy

Durant el regnat dels borbons les colònies americanes van esdevenir una font d'enriquiment per la hisenda espanyola. Es amb aquesta finalitat que es va reorgantizar la seva administració per fer-la mes eficaç i enfortir-hi les estructures de l'estat.  
El document Nuevo Sistema de gobierno económico para la América (1743) de José del Campillo y Cosío va ser un text clau que va donar forma a les reformes. Comparant els sistemes colonials de Gran Bretanya i França amb el d'Espanya, considerava que anglesos i francesos havien obtingut beneficis molt més grans que l'administració espanyola. Així es defensava el canvi de les reformes de les relacions econòmiques d'Espanya amb els seus territoris d'ultramar cap a un sistema enfocat al mercantilisme del francès Jean-Baptiste Colbert (1619–1683).
Les reformes borbòniques havien estat anomenades "una revolució al govern" pels seus radicals canvis en l'estructura de l'administració amb l'objectiu d'enfortir el poder de l'estat espanyol, disminuir el poder de les elits locals a favor dels càrrecs de la metròpoli, i augmentar el poder de l'estat central, afavorint els ingressos per a la corona.
La major part dels canvis a l'Amèrica espanyola es van produir a la segona meitat del segle xviii després de la visita general a Nova Espanya (1765–1771) de José de Gálvez, que més tard seria nomenat ministre d'Índies. Després de la seva inspecció, va trobar el virregnat en ruines i va reorganitzar el sistema de recaptació d'impostos, recompensant els comerciants espanyols lleials, i empresonant els cobradors d'impostos corruptes que havien dirigit l'economia local cap a la mineria.
Les reformes intentades a Nova Espanya es van implementar posteriorment en altres llocs de l'Amèrica espanyola. Hi havia hagut una reforma anterior amb la creació del nou Virregnat de Nova Granada (1717), forjat mitjançant el Virregnat del Perú per millorar l'administració de les possessions d'ultramar. El nou virregnat es va suprimir només sis anys després, però es va reinstaurar el 1739, abans de les reformes de finals del segle xviii. Va ser un canvi administratiu que reflectia el reconeixement de que la zona nord de Sud-amèrica tenia certs reptes de distància amb el Perú. Hi havia hagut la creació anteriorr de capitanies generals a Guatemala i Veneçuela, que van tendir a incrementar la seva importància. La incorporació dels virregnats per compensar els reptes de distància entre el nord d'Amèrica del Sud i el Perú també va sorgir com a conseqüència de la necessitat de protegir les vies comercials vitals que hi havia entre aquestes regions. El 1776, una segona jurisdicció, el Virregnat del Rio de la Plata també va ser constituida a tarvés del Virregnat del Perú el 1776 com a part de la reforma administrativa integral de José de Gálvez. Aquest va establir una capitania general autònoma a Veneçuela, va unir i dirigir el Consell d'Índies, convertint-se en la figura més influent en la política de les colònies americanes del xviii.

## Exèrcit
Amb la dinastia borbònica, l'exèrcit va experimentar un augment dels seus efectius, sobre uns 100.000 homes cap a finals de segle. Al reclutament de voluntaris, molts dels quals eren estrangers: valons, irlandesos i italians, es va afegir el sistema de lleves i cinquenes. La lleva era la forma de reclutament per la qual es "recollien" a les ciutats els homes sense ocupació coneguda, i se'ls obligava a servir a l'Exèrcit. Les cinquenes consistien en la crida a files d'una cinquena part, dels mossos útils de cada districte. Aviat es va fer impopular la mesura a causa de les nombroses corrupteles i abusos que es produïen als sorteigs i l'enorme quantitat de persones que estaven exemptes —“una molt llarga nòmina de casats, malalts, curts de vista, fills únics de vídua pobre, pastors de la Mesta, teixidors de València, artesans de tèxtils, fabricants de pólvora, funcionaris de la Hisenda, professors, mestres, autoritats municipals, gentilhomes i, fins i tot, esclaus, van quedar fora dels sorteigs haguts al llarg del segle XVIII". Així la prestació del “servei al rei” acabarà “per ser tinguda com una imposició fatal de la qual calia escapar si es podia.
La política seguida amb l'Armada va intentar augmentar la seva rapidesa i eficàcia: per això es van crear els Arsenals de Cartagena, Cadis i El Ferrol, a més del de l'Havana. També es van perfeccionar la formació dels seus oficials; i es va recórrer a la matrícula de mar per dotar els vaixells dels mariners necessaris necessària. La matrícula de mar (similar a les "cinquenes" per a l'Exèrcit) es basava en l'obligació de servir a la marina de guerra tots aquells joves que després volguessin exercir oficis relacionats amb el mar. Eren els matriculats. Només ells podien, per exemple, ser pescadors, cosa que significava que no hi havia voluntariat, ja que de fet suposava la matriculació obligatòria per a tots els homes de famílies de pescadors ja existents.

## Societat

### Creixement de la població

Distribució de la població d'Espanya per províncies actuals segons el cens de Floridablanca (1787).

La població espanyola al segle xviii va passar d'uns 8 milions el 1700 a 11,5 el 1797 (any del cens de Godoy). Aquest moderat augment de la població, amb una mitjana del 0,4% anual, va seguir l'anomenat model demogràfic de tipus antic amb una natalitat i la mortalitat eren elevades. La clau del creixement va ser que la mortalitat, encara que va continuar sent molt alta, amb un 38 per mil, va disminuir per sota de la natalitat -un 40/42 per mil- a causa de la menor incidència de les morts catastròfiques com a resultat de la desaparició de la pesta, tot i que altres malalties epidèmiques van continuar, com la verola, la febre groga, el tifus, etc. També les crisis de subsistències i les fams van retrocedir, encara que no van desaparèixer, gràcies a l'extensió de la superfície cultivada, la millora en els cultius, l'aclimatació d'altres de nous, com el blat de moro, que passarien a integrar la dieta diària del camp. La importació de gra, la millora de les comunicacions i la construcció i perfeccionament de sitges on poder emmagatzemar el cereal en previsió de males collites, tamb´van ser condicionants favorables. Finalment, també van contribuir a la lleu caiguda de la mortalitat els progressos de la medicina i de la higiene, encara que molt limitats.
Però el balanç final dels avenços demogràfics aconseguits al segle xviii, pel que fa la mortalitat va ser pobre ja que la mortalitat infantil encara afectava el 25 % dels nascuts el primer any de vida, i l'esperança de vida només va augmentar dos anys respecte al segle anterior, passant de 25 a 27 anys. Aix doncs, al llarg del segle xviii es constatarien quatre moments de crisis demogràfiques importants: la de 1706-1710, en plena Guerra de Successió Espanyola, en la qual van coincidir els efectes de la guerra, de la fam i les epidèmies; la de 1762-1765, al principi del regnat de Carles III, en què la fam va afectar sobretot l'Espanya interior; la dels anys 80 en què la verola i la malària, denominades a l'època " febres tercianes ", van afectar un milió de persones, causant la mort a prop de 100.000. Finalment la del 1798-99 va ser provocada per un conjunt de febres tercianes i putrides que va afectar sobretot Catalunya, Aragó i les dues Castelles.

### Noblesa
Els governs borbònics mai van posar en qüestió els privilegis nobiliaris, i la noblesa no va ser mai questionada. La política dels borbons van premiar els súbdits que destacaven pel seu servei a la Corona, alhora que incorporaven bons ingressos a la hisenda pública per cada títol atorgat. Així al llarg del segle la noblesa titulada va créixer des de 878 membres fins a assolir una xifra total de 1.323 cap a l'any 1800. La meitat dels nous títols van ser concedits durant el regnat de Felip V, que va premiar així als que li havien donat suport durant la Guerra de Successió Espanyola.
Amb tot, el nombre de nobles al llarg del segle xviii va disminuir perquè els governs borbònics, a partir de la segona meitat del XVIII, va expurgar la noblesa de les desenes de milers de gentilhomes que vivien en precàries condicions econòmiques, molt allunyades de les que suposadament demanava el seu alt rang social, i que a més estaven socialment molt desprestigiats. Campomanes assenyalava que eren persones que no reunien els dos principis de la noblesa, « antiguitat de llinatge » i « possessió de béns ». Així es va passar de 722.764 nobles el 1768, un 7,2% de la població, fins a 402.059 el 1797, el 3,8 %, gràcies a l'exigència de proves fefaents pel que fa la condició de gentilhome. Els governs il·lustrats van exercir una política vers la noblesa adreçada a adequar-la als canvis econòmics i de mentalitat que s'estaven produint, i amb la finalitat de crear una noblesa moderna capaç de participar en la millora de l'economia i de liderar la societat mitjançant l'exemplificació d'unes “virtuts nobiliàries”. Per això la noblesa es va obrir a certs homes rics o personatges de reconeguda vàlua intel·lectual o política. L'il·lustrat Cabarrús encoratjava la noblesa que visités les seves propietats amb freqüència, afavorint l'economia rural i la innovació tecnològica. En aquest sentit cal recordar les mesures tendents a fer compatible el treball amb la noblesa, especialment la Reial Cèdula de 18 de març de 1783 declarant honestes les professions i el comerç.
Aquella noblesa mes compromesa amb els seus privilegis i valors tradicionals, va ser objecte de crítiques i sàtires per part dels il·lustrats com José Cadalso que va escriure es següent a les seves Cartas Marruecas:
| « | Instando a mi amigo cristiano a que me explicase qué es nobleza hereditaria, después de decirme mil cosas que yo no entendí, mostrándome estampas, que parecieron de mágica, y figuras que tuve por capricho de algún pintor demente, y después de reirse conmigo de muchas cosas que decía ser muy respetables en el mundo, concluyó con estas voces, interrumpidas con otras tantas carcajadas de risa: Nobleza hereditaria es la vanidad que fundo en que ochocientos años antes de mi nacimiento muriese uno que se llamó como yo me llamo, y fue hombre de provecho, aunque yo sea un inútil para todo | » |

El problema principal venia donat perquè al llarg del segle xviii i per l'extensió de les idees il·lustrades es va concedir mes valor al mèrit que al llinatge alhora de determinar la posició de cada grup a la jerarquia social. Així al diari El Censor podía llegir-se:
| « | Quien hace una nación opulenta, ilustre y respetable no son sus hidalgos, sino sus hábiles y activos comerciantes y artistas, y sus grandes literatos. Un noble sin mérito es como un magnífico sepulcro. Tiene los mismos títulos y armas: y por dentro está o hueco, ó lleno de hediondez | » |

### Clergat
El clergat, conjuntament amb aquells que estaven al seu servei: sagristans, acòlits, membres de la Inquisició, disposaven d'un gran poder econòmic, polític i espiritual, i es trobaven a cavall d'un estat laic i eclesiàstic, i constituïen un "Estat" dins d'un altre Estat. A mitjans del segle xviii hi havia a Espanya 165.000 clergues, cosa que representava el 2% de la població, dels quals 67.000 pertanyien al clergat secular i 98.000 al regular. A finals de segle el seu nombre havia disminuït a 148.000, encara que s'havia produït un augment del clergat secular (71.000), mentre que el regular, sobretot el femení, s'havia reduït a 77.000 també per aquesta època. Malgrat el creixement del clergat secular el 1797 seguia havent-hi unes 3.000 parròquies buides, que proporcionaven poques rendes.Alguns clergues i la majoria dels il·lustrats van denunciar el desequilibri en la distribució del clergat a Espanya, amb parròquies desateses, mentre que hi havia desenes demils de cleregat regular que en gaudia. Així ho va destacar, Cabarrús:
| « | Abro el censo español hecho en 1788 y hallo que tenemos 17.000 feligresías y 15.000 párrocos, esto es 2.000 menos de los que se necesitan. Pero para esto tenemos 47.000 beneficiados y 48.000 religiosos; de forma que, siendo así que hay muchas parroquias sin pastor, distribuyendo mejor nuestros sacerdotes actuales podría haber siete en cada una de ellas. Es evidente, por consecuencia, que hay un exceso enorme y que, sin sondear demasiado esta llaga funesta, se puede atribuir a la demasiada facilidad con que se reclutan las órdenes religiosas y a las capellanías o beneficios de sangre... | » |

La política reformista respecte del clergat es va centrar a crear una Església sotmesa al poder de la Monarquia en aspectes temporals i a "regenerar" el comportament dels seus membres perquè complissin millor la seva missió pastoral i ajudessin en la tasca de reformar el país. Així, Cabarrús va recomanar que el clergat s'incorporés a les Societats d'Amics del País. Es volia formar un clergat menys nombrós, ben repartit pel territori, i més ben preparat pastoralment i dedicat a la tasca de la cura d'ànimes i al socors dels pobres. Jovellanos considerava els membres del clergat, « pares i instructors dels seus pobles ». Per això la preocupació prioritària va ser les funcions dels capellans rectors, i les crítiques es van centrar en el clergat regular i en els beneficiats.

No obstant això, les mesures que van prendre els governs borbònics adreçades a assolir la regeneració del clergat van tenir un abast limitat. Una ordre del Consell de Castella de 1762, sota el regnat de Carles III, restringia el nombre de religiosos a aquells que poguessin mantenir-se amb dignitat dins un convent; mentre que pel secular, es va intentar millorar la preparació pastoral i intel·lectual, sobretot dels rectors amb la creació de seminaris i, a més, es va intentar augmentar les rendes de les parròquies rurals perquè fossin ocupades, amb un èxit relatiu

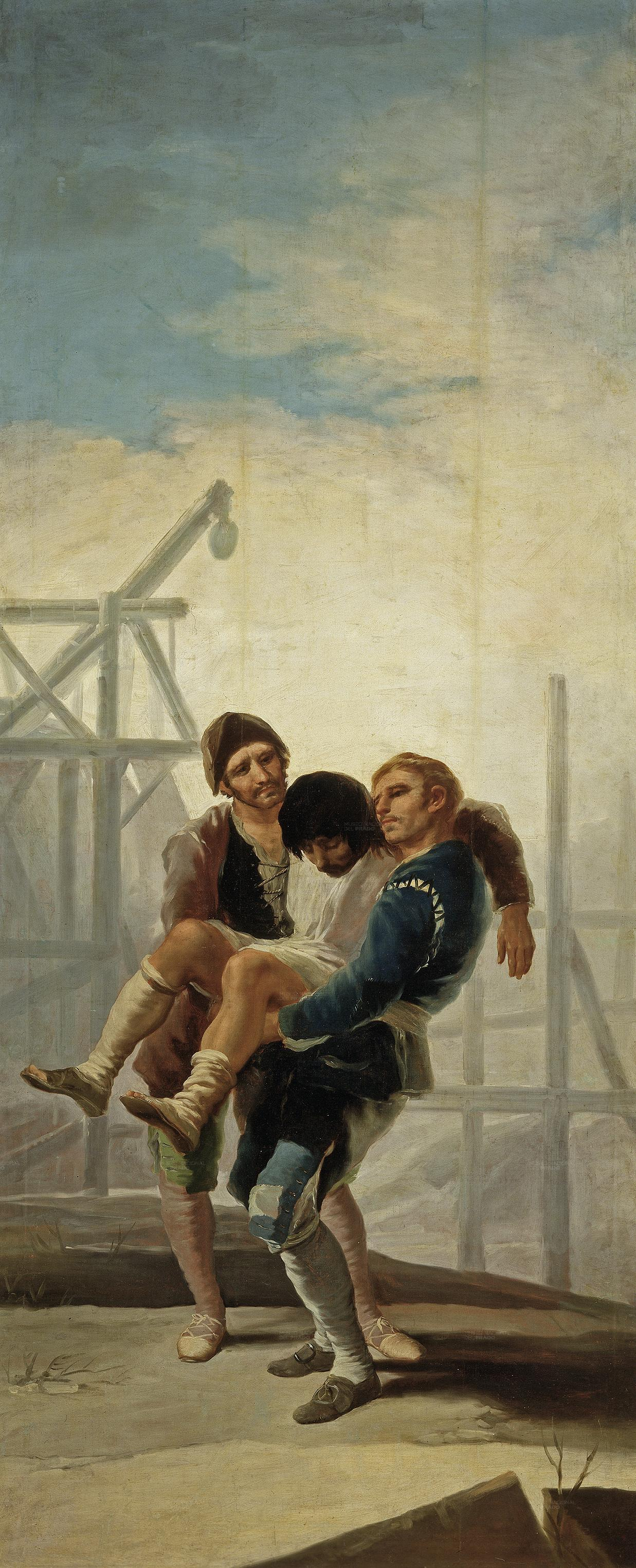
"El paleta ferit", Francisco de Goya.

### Burgesos
Durant el segle xviii el concepte "burgesia" incloïa en sentit ampli tot aquella persona de classe no nobilària que exercia un treball no manual en qualsevol sector: comerç, finances, manufactures, serveis i, també l'agricultura els anomenats " pagesos rics". En sentit estricte, però es referia als que es dedicaven al comerç i a les finances a gran escala, com la burgesia de negocis, i que s'agrupaven en els Consolats de Comerç. Per sota d'ells es trobarien els grups intermedis, assimilats al concepte de burgesia en sentit ampli o de petita burgesia, i que estarien representats pels comerciants minoristes, mestres de gremis, pagesos rics, fabricants d'indianes, notaris, advocats, cirurgians, alts funcionaris, professors, etc.
El nombre d'integrants de la burgesia de negocis era reduït. En el cens de 1797 es comptabilitzaven 6.824 persones, però la seva importància econòmica era indubtable, amb una activitat central adreçada al trànsit mercantil majorista i/o els préstecs. Els seus beneficis s'invertia en diversos negocis com a arrendaments urbans; arrendament d'impostos i de drets senyorials; contractes d'abastaments a l'exèrcit; censos i vals reials; assegurances o adquisició de terres per obtenir rendes.
A les ciutats el sector laboral més nombrós el constituïa la població que exercia multitud d'oficis destinats a abastir el mercat local, sobretot aquells que tenien a veure amb l'habitatge, el vestit i l'alimentació. La majoria dels artesans estaven integrats en gremis: un parell de cada ofici i localitat, que durant el segle xviii van mantenir la major part dels seus privilegis, malgrat les crítiques que van ser objecte per bona part dels il·lustrats. El Cens de 1797 va registrar 279.592 artesans per a tot Espanya, dels quals 220.132 eren mestres. Per oficis es comptabilitzaven 42.190 sabaters, 38.150 sastres, 33.310 fusters, 17.956 taverners i 12.953 ferrers.

### Pagesia
Els camperols o pagesos eren una classe social molt heterogènia que incorporava grups força diferents entre si. Des d'agricultors benestants que acumulaven terres, comprant i arrendant, i que requerien el treball assalariat per portar a terme les feines del camp, fins als petits camperols que dispsaven de petites parcel·les de terra, majoritàriament arrendades, i que moltes vegades havien de prestar els seus serveis com a jornalers.
En l'escalafó mes baix es trobaven els camperols sense terres o jornalers que, segons el cens de 1797, constituïen gairebé la meitat de la població agrària espanyola, amb 805.235 sobre un total de 1.824.353, i que vivien dels treballs agrícoles estacionals que realitzaven pels seus senyors o propietaris, i de les terres comunals, de bens propis i bens comunals, solars buits dels pobles, als quals podien portar a pasturar els seus ramats, o que es parcel·laven per portar a terme un petit règim de subsitència. Molts d'ells podien ingressar al grup dels marginats Bona part dels camperols vivien en les terres del seu senyor i havien d'entregar part de la collita o cens en metàl·lic com a propietari d'un domini eminent de la tierra. Algunos economistas vam denunciar que aquestes càrregues eran les que explicaven la misèria dels camperols en certes zones de l'estat com a la vall del ríu Jalón:
| « | Porque casi todos los lugares que la componen [la vega del Jalón] son de señorío, donde los vecinos, a más de la crecida contribución que pagan, están agobiados con el intolerable peso de los treudos [censos en especie], que generalmente no bajan del octavo de los granos, sin contar otras vejaciones feudales y derechos prohibitivos con que los señores ejercitan la paciencia y chupan casi toda la sustancia del vecindario | » |

La crítica situació dels jornalers a Andalusia, que a finals del segle xviii constituïen el 70% de la població camperola, també va ser denunciada per alguns funcionaris il·lustrats del govern com Pablo de Olavide:
| « | Es gente que vive de sus brazos, sin aperos ni ganados, con gran infelicidad. Solamente trabajan cuando el administrador de los cortijos necesita brazos y ayuda. Van casi desnudos, viven por el pan y el gazpacho que les dan, duermen en el suelo, por lo que con las lluvias y el mal tiempo, muchos mueren de hambre y frío. Calculo que por el invierno entran a millares en Sevilla, pues la mitad del año son jornaleros y la otra mitad mendigos | » |

Les polítiques reformistes per millorar la situació de la pagesia pobra i dels jornalers van ser pràcticament inexistents. L'existència d'una massa de jornalers era un polvorí i un focus d'inesabilitat política i social que donaria peu a episodis com el Motí de Squillace el 1766. sobre la llibertat de salaris agrícoles adoptada el 1767 perquè els organismes municipals, controlats pels poderosos, no fossin els que manipulessin la taxa salarial dels jornalers. Així es poden entendre les mesures aprovades a partir de 1766 sobre la preferència dels jornalers en el repartiment dels lots de propis i erms. Però a partir del 1770 van ser els pagesos d'una o més jugera els que paulatinament es van fer amb les parcel·les posades a repartiment. El fracàs d'aquesta mesura va ser el principi de la paulatina presa de consciència de molts jornalers andalusos.

### Marginats

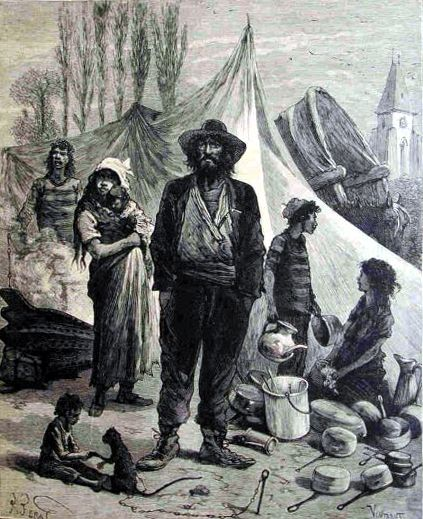
Campament gitano en una postal francesa del

La població marginada d'arrel econòmica, englobava totes aquelles persones que vivien al límit de la subsistència i de la marginalitat social i sovint de la delinqüència: els rodamóns i captaires, persones sense domicili ni ocupació fixes, jornalers sense feina, que poblaven els ravals de les ciutats o que anaven pels camins a la recerca de feina i menjar, i que moltes vegades vivien de les almoina. També els "pobres de solemnitat": orfes, ancians, malalts i vídues sense recursos, que havien de recórrer a la beneficència pública o eclesiàstica.
En el cas dels rodamóns i captaires les mesures adoptades pels governs reformistes van ser de caràcter repressiu, ja que van ser l'objectiu principal de les lleves forçoses. En el cas dels pobres, orfes o els invàlids se'ls va donar acollida als asils, hospicis i cases d'expòsits.
Les polítiques reformistes també van fer front a un altre tipus de marginalitat de tipus ètnic, la dels gitanos. Al ser un grup de vida nòmada, sense arrelament físic en un lloc concret i que vivia segons els seus propis costums i lleis, despertava sempre recel entre la població per les seves actituds, i que també era compartit pels governants. La política aplicada va ser de repressió i violència per reduir els gitanos, establir-los en territoris coneguts i anul·lar la seva cultura en benefici de la dominant. Tant Ensenada, Aranda o Campomanes, l'objectiu era posar adreçador a aquesta població. Els presidis, les mines d'Almadén, els arsenals van ser llocs de freqüent destinació per als gitanos.
Un cop acabada la Guerra de Successió Espanyola ja van ser objecte de mesures repressives com la que es va dictar el 1717 perquè es censessin sota pena de 6 anys de galeres per als homes i 100 assots per a les dones que es neguessin, i perquè abandonessin els seus oficis tradicionals, els costums, els vestits i la llengua. A més, se'ls obligava a viure en una zona concreta sense poder abandonar-la. Aquestes mesures van ser reiterades diverses vegades el que és un indici que no van ser assolides. A l'Ordre de 1745 signada per Felip V es deia:
| « | "... Que todos los gitanos, que tienen vecindad en las ciudades y villas de la asignación, se restituyan en el término de quince días a los lugares de su domicilio; pena de ser declarados, pasado este término, por bandidos públicos, y de que, por el mismo hecho de ser encontrados con armas o sin ellas fuera de los términos de su vecindario, sea lícito hacer sobre ellos armas, y quitarlos la vida... | » |

Molt més dura encara va ser l'ordre del marquès de l'Ensenada de 1748, ja sota el regnat de Ferran VI, i que és coneguda com la Gran Batuda, ja que entre 9.000 i 12.000 gitanos van ser capturats. Els homes i els nens més grans de set anys van ser enviats a treballar a les mines i als arsenals, mentre les dones i els fills més petits van ser dispersats per diverses localitats. Finalment, sota Carles III, a la Pragmàtica del 1783 es va oferir l'accés a qualsevol ofici a tot gitano que fixés el seu domicili en un lloc i abandonés els seus costums en el termini de 90 dies. Als que no acceptessin se'ls marcaria amb un segell ardent i podrien ser executats si reincidien. D'aquesta manera es va aconseguir que més de 10.000 gitanos s'assentessin, però sense integrar-se amb la resta de la població. "Igual que en el cas d'altres minories, els gitanos van continuar vivint en barris separats i mantenint els seus costums quan els va ser tolerat", afirmen Rosa Mª Capel i José Cepeda.

## Economia

### Agricultura
L'agricultura continuava sent la principal activitat econòmica,i la població rural estava constituida gairebé pel 90% del total del regne. Al segle xviii l'agricultura va experimentar un cert creixement gràcies a la introducció d'algunes millores de tipus tècnic, com la introducció de nous cultius: blat de moro o la patata. Però sobretot es va basar en l'ampliació de la superfície cultivada, millorant el conreu de terres marginals amb rendiments decreixents. A llarg termini la producció va tendir a disminuir davant d'una població que seguia augmentant, per la qual cosa es van succedir caresties i crisis de subsistències. Només en algunes regions, com València i Catalunya, es van implementar assajos de renovació agrícola, lligats sobretot al desenvolupament dels cultius arbustius com la vinya. També a Galícia i al Cantàbric la introducció del blat de moro, primer, i de la patata, després, van suposar un augment de la productivitat agrària. Les raons de l'endarreriment agrari van ser denunciats per nomobroso il·lustrats, però els governs reformistes no es van atrevir a posar en pràctica les mesures necessàries per corregir-les perquè haurien suposat qüestionar el propi sistema de l'Antic Règim. Un exemple d'això es la llarga discussció de la "Llei Agrària" que va durar mes de vint anys i que finalment no es va concretar cap mesurs legislativa.
| « | Cultivar la tierra dista mucho todavía de la perfección a que puede ser tan fácilmente conducida. ¿Qué nación hay que, para afrenta de su sabiduría y opulencia, y en medio de lo que han adelantado las artes de lujo y de placer, no presente muchos testimonios del atraso de una profesión tan esencial y necesaria? ¿Qué nación hay en que no se vean muchos terrenos o del todo incultos o muy imperfectamente cultivados; muchos que por falta de riego, de desagüe o de desmonte, estén condenados a perpetua esterilidad; muchos perdidos para el fruto a que los llama la Naturaleza y destinados a dañosas o inútiles producciones, con desperdicio del tiempo y del trabajo? ¿Qué nación hay que no tenga mucho que mejorar en los instrumentos, mucho que adelantar en los métodos, mucho que corregir en las labores y operaciones rústicas de su cultiva?. En una palabra: ¿Qué nación hay que la primera de las artes no sea la más atrasada de todas?". G. M. Jovellanos, Informe del Expediente de la Ley Agraria, 1794 | » |

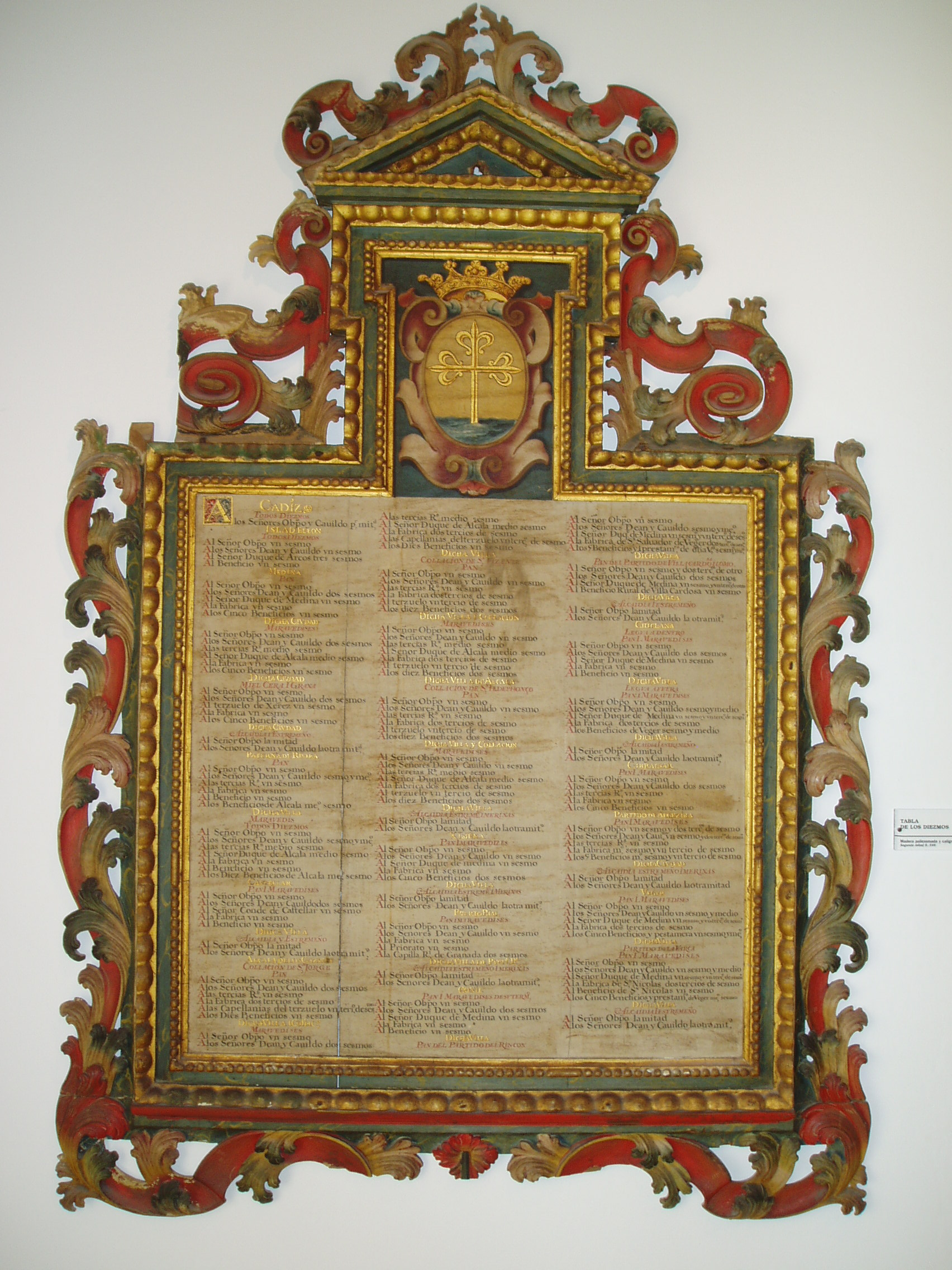
Tabla de los diezmos eclesiásticos de la segunda mitad del siglo XVII.

Les raons principals que explicarien el "bloqueig agrari" espanyol consistien en diversos factors. Per un costat bona part de les terres cultivades estaen vinculades a majoratges de la noblesa, o amortitzades per les institucions eclesiàstiques i els ajuntaments. Això les situava fora del mercat de la terra i per aquest motiu els emprenedors que desitjaven comprar-les per obtenir-ne rendiments, no podien fer-ho. Per aquest motiu, les terres que sí que estaven a la venda tenien un preu excessivament alt i eren de dificil accés.
Les rendes que produïa l'activitat agrària no es reinvertien al camp sinó que estaven destinades majoritàriament a satisfer les despeses de la noblesa i el clergat, tenint en compte que aquests dos estaments privilegiats disposaven la "propietat" del voltant del 60% de les terres, i dels mecanismes d'apropiació de l'excedent agrari, com els delmes en el cas de l'Església o els drets jurisdiccionals en el cas de la noblesa.
Els excedents agraris que quedaven directament en mans dels agricultors eren escassos, impossibilitant que s'introduíssin millores que poguessin augmentar els rendiments. Aquest fet era molt estès en el cas dels arrendaments a curt termini, on les renovacions, cada sis anys, suposava gairebé invariablement l'augment de la renda que s'havia de pagar al propietari. Només els arrendaments a llarg termini incentivarien el cultivador directe a innovar.
La ramaderia transhumant va viure una etapa de relativa bonança, encara que va començar el seu declivi a partir dels anys 70 del segle, a causa de l'elevació del preu de les pastures i dels salaris, mentre el preu de la llana es va mantenir estable. També la retallada dels privilegis de la Mesta en benefici dels agricultors, va permetre la arrabassament de pastures, deveses i carrerades.

### Manufactures

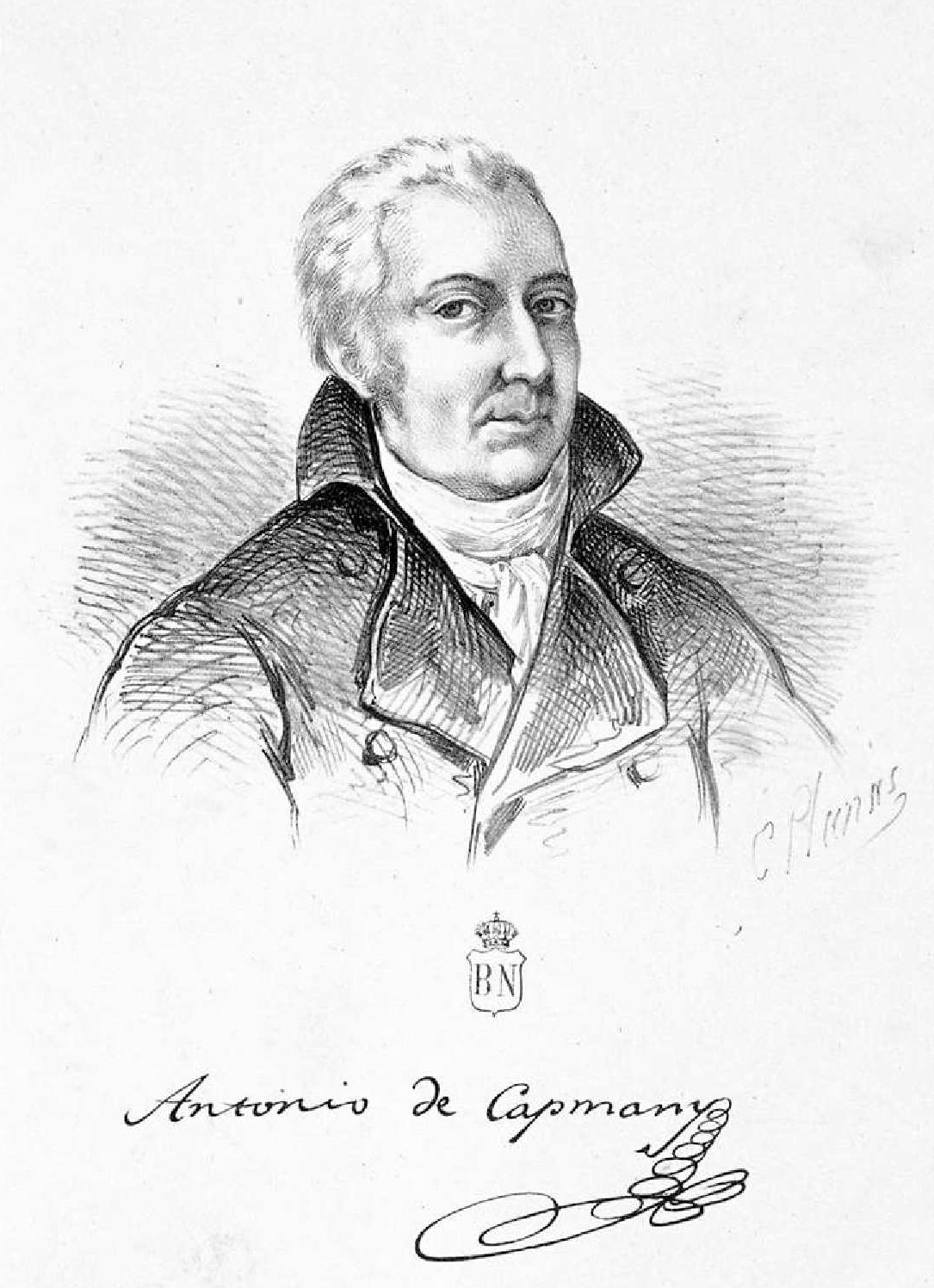
Antoni de Capmany, litografía d'Eusebi Planas. Biblioteca Nacional de España.

La preocupació pel foment de les manufactures, va ser una constant entre els governs reformistes i entre els il·lustrats, però des d'una òptica essencialment mercantilista ja que l'objectiu que es perseguia era evitar la sortida de diner mitjançant la fabricació dins del país dels productes importats de fora. Per aquesta raó la política reformista es va centrar en les mesures proteccionistes de sectors bàsics. Entre aquests, trobem la reserva al ferro del País Basc per la seva exportació a Amèrica; la preferència pels navilis de fabricació espanyola per navegar a Amèrica; o el foment de les Reials Fàbriques, creades amb el patrocini de l'Estat amb el doble objectiu de substituir les importacions de manufactures estrangeres, i aplicar coneixements tecnològics dels quals el país era deficitari. Entre d'altres cal destacar la fundació el 1746 del Reial Lloc de San Fernando, com espai per la manufactura tèxtil, que implica la construcció d'una fàbrica de draps, una nova població per als seus operaris, i l'ordenació racional del seu territori circumdant, d'acord a les necessitats de la fàbrica i la nova població, que es pretenia "model" segons els cànons il·lustrats. Tot i això, a finals de segle la majoria d'aquests establiments només es mantenien per raons de prestigi i no per criteris econòmics ja que els seus costos de producció eren molt elevats pel fet que seguien treballant amb les tècniques tradicionals. Molts només sobrevivien gràcies als subsidis de la Reial Hisenda.
Segons l'historiador Roberto Fernández, moltes d'aquestes reials fàbriques van néixer a causa de les necessitats estatals. Algunes ho van ser per imperatius militars, com el cas de la construcció naval als tres grans arsenals: El Ferrol, Cadis i Cartagena; o de les fàbriques siderúrgiques de Liérganes i La Cavada dedicades a proveir de material bèl·lic a les forces armades. També van sorgir manufactures estatals pensades per obtenir recursos per a la hisenda pública. Així sorgeixen les Fabraias de Tabaco de Sevilla o la de Cartas de Màlaga i Madrid. Sovint es va intentar fer front a la demanda d'articles de luxe generada per les classes adinerades sense haver de dependre de l'estranger. Per aquest motiu van aparèixer les instal·lacions de tapissos a Santa Bárbara, de vidres a San Ildefonso o de porcellanes al Buen Retiro. Finalment, també des de l'Estat es va pensar a cobrir les necessitats tèxtils d'articles de consum popular instal·lant fàbriques de llana: San Fernando de Henares, Brihuega, Guadalajara; de seda:Talavera de la Reina, de llenceria: San Ildefons i Lleó, o de cotó:Àvila.
Amb tot, la major part de la producció manufacturera era realitzada per tallers artesanals agrupats en gremis que van ser força criticats perquè dificultaven la introducció de millores tecnològiques que incrementéssin la productivitat, i van mantenir el monopoli del seu sector d'activitat en el mercat limitat de les ciutats  Els governs reformistes gairebé mai qüestionar els seus privilegis. Alguns personatges com Antoni de Capmany o Francesc Roma i Rossell van defensar aquestes institucions, mentre que Jovellanos n'era un detractor. Els gremis eren unes entitats que regulaven l'ordre social i polític, però que calia millorar la seva productivitat, qualitat i incrementar les innovacions tecnològiques. Així valoraba Campomanes els gremis en el seu famós Discurso sobre el fomento de la industria popular la labor:
| « | En los gremios de artesanos hay poquísima enseñanza. Falta dibujo en los aprendices, escuela pública en cada oficio y premios a los que adelanten o mejoren la profesión. Todo es tradicionario y de poco primor en los oficios, por lo común. (...) El fomento de las artes [oficios] es incompatible con la subsistencia imperfecta de gremios: ellas hacen estanco [impiden el libre acceso] de los oficios, y a título de ser únicas y privativas, no se toman la fatiga de esmerarse en las artes, porque saben bien, que el público los ha de buscar necesariamente, y no se para en discernir sus obras. Los que tienen afición a tales oficios, no los pueden ejercitar privadamente sin sujetarse al gremio; y eso retrae a muchos, que en las casas trabajarían acaso mejor; y esta concurrencia abarataría la maniobra, y estimularía a su perfección | » |

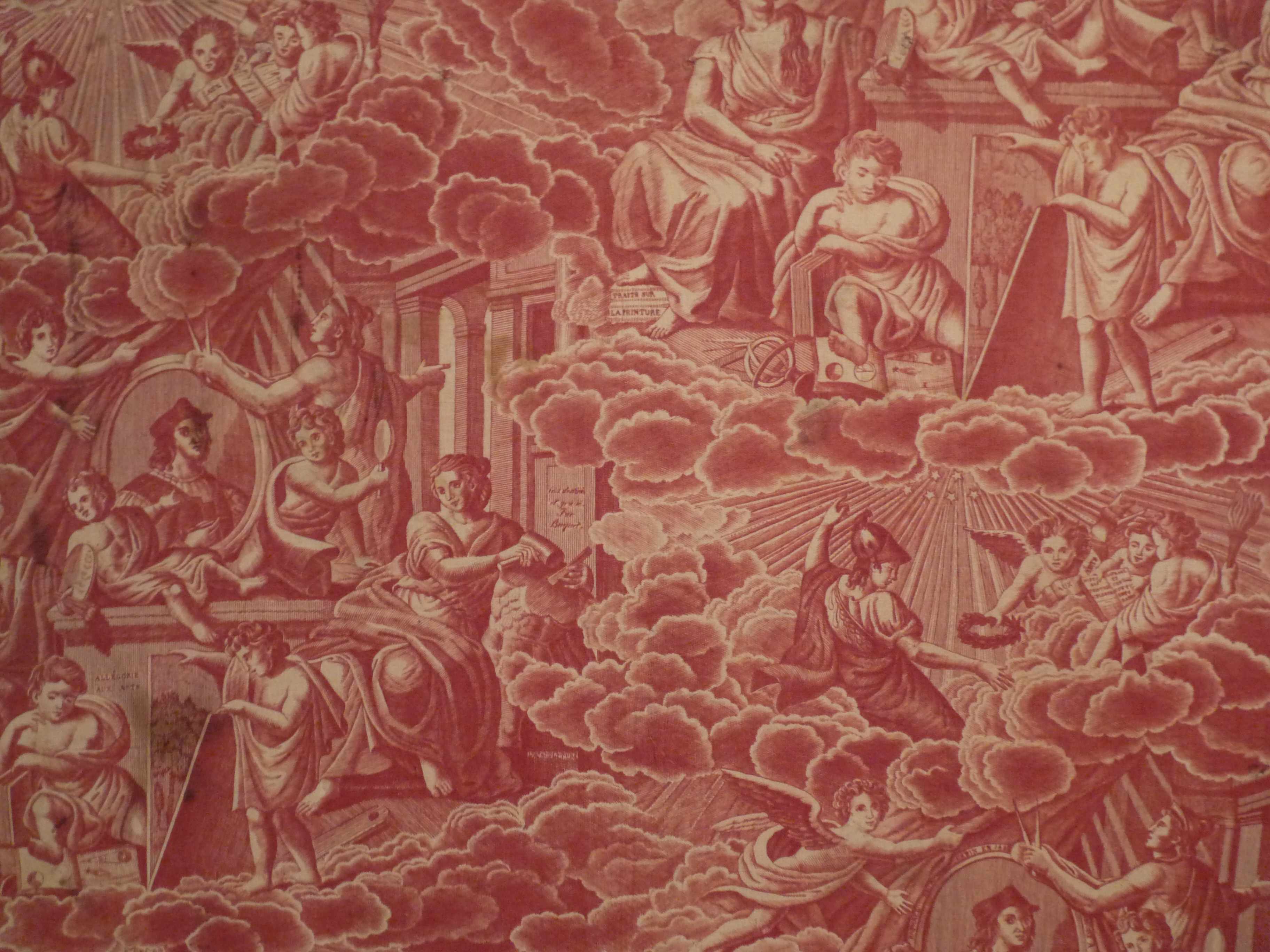
Teixit d'indiana de Narcisse-Alexandre Buquet (Rouen, v. 1855)

En essència, Capmany creia que si bé era cert que els preus gremials eren menys competitius, les corporacions havien sabut prevenir la decadència de les arts i el futur social dels treballadors manuals. Les virtuts de la llibertat de fabricació encara no estaven clares, tot i que ja s'experimentaven alguns indicis de fàbriques mecanitzades a Barcelona, que ja apuntaven cap a la proletarització i desintegració de la comunitat artesanal.
Només a Catalunya va sorgir una indústria moderna amb sector cotoner dirigit per una classe burgesa emprenedora que havia fet fortuna al sector de l'aiguardent o al del teixit d'indianes. El 1784 ja hi havia 72 "fàbriques" amb més de dotze telers cadascuna a l'àrea Barcelona-Mataró. Van començar a importar màquines de filar angleses a finals de segle: spinning jennys, water-frame i, més tard, mules jennys, que van donar naixement a les primeres fàbriques pròpiament dites com la de Joan Vilaregut a Martorell, a prop de Barcelona. Cap al 1807 funcionava amb 18 màquines angleses mogudes per força hidràulica. El cas de Catalunya era un miratge en la realitat manufacturera espanyola de l'Antic Règim, condicionada per un mercat raquític, amb un escàs nivell de consum, i per una falta d'al·licients a la inversió, amb vincles a la terra i la manca d'innovacions tecnològiques".

### Mercat nacional

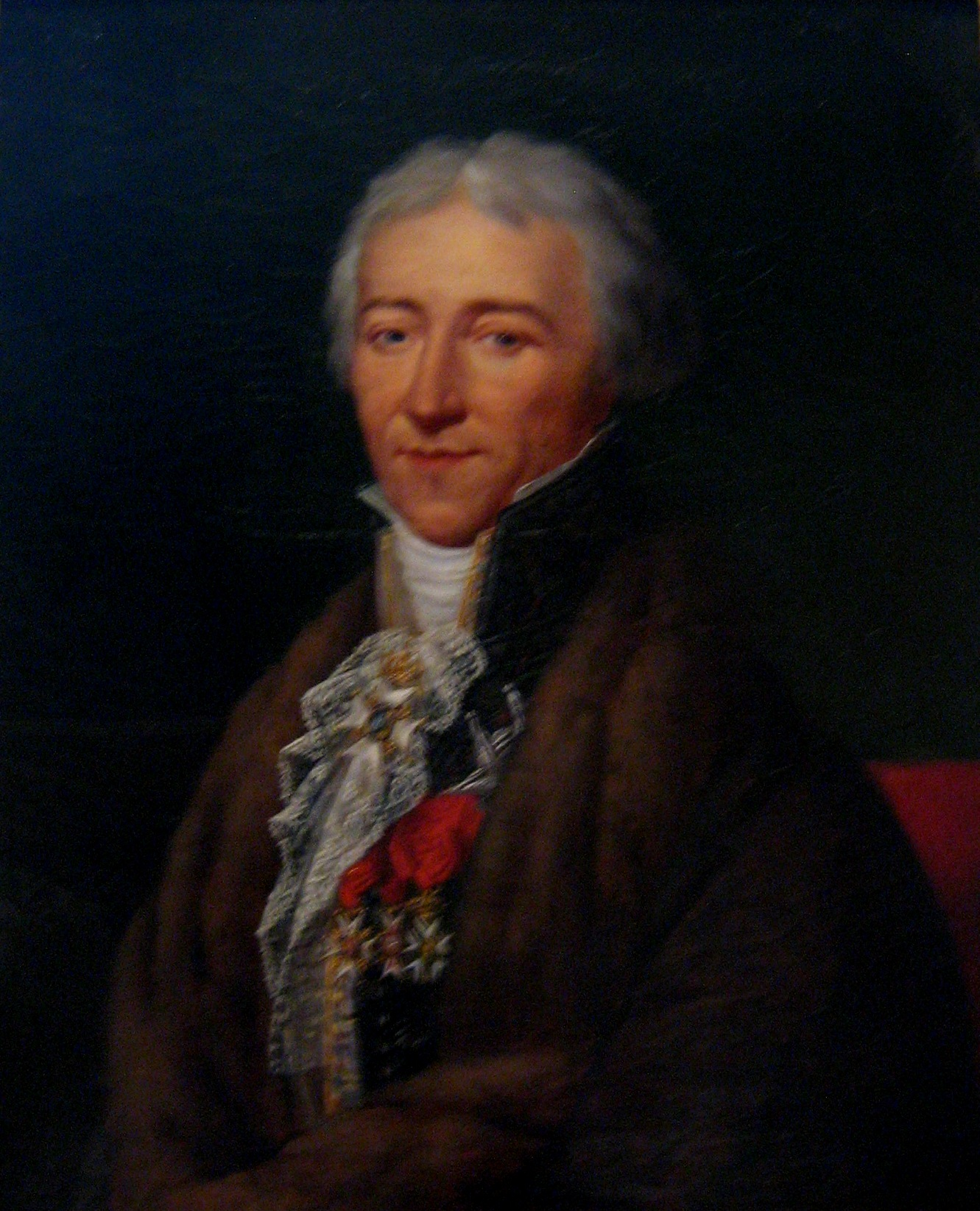
Jean-François de Bourgoing amb l'Ordre de l'estrella polar

El comerç interior del país era reduit a causa de l'escasa capacitat de compra de la població rural que disposava de rendes limitades un cop pagats els impostos a nobles, cleregat i la corona. Els camperols practicaven l'autoconsum, produint els seus propis vestits, utensilis de la llar i treball, i practicaven un lleu intercanvi de bens als artesans propers. Els visitants estragners van deixar constància del limitat comerç intern espanyol com el francès Jean-François de Bourgoing en la seva obra Nouveau voyage en Espagne, ou tableau de l'état actuel de cette monarchie, editada a París el 1789:
| « | No se ve apenas otro comercio que el de los vinos y los aceites que, en odres cargados sobre mulas o jumentos, pasan de una provincia a otra; el de los granos, que, valiéndose igualmente de la ayuda exclusiva de las bestias de carga, van a remediar con los sobrantes de una comarca la escasez de otra comarca vecina, y, sobre todo, el de las lanas, que, desde las majadas y lavaderos esparcidas por las dos Castillas, toman la ruta de Bilbao, de Santander y de otros puertos de la costa septentrional. Los materiales necesarios para las fábricas, las mercancías que, desde las fronteras o los puertos, pasan al interior del reino, se transportan casi siempre por los mismos medios lentos, y, por consiguiente, dispendiosos | » |

També hi havia altres obstacles per a l'articulació del mercat nacional que van ser objecte d'atenció de les autoritats, encara que amb limitacions. Per un costat l'eliminació de duanes interiors entre els antics regnes, es va aconseguir a partir de 1717 amb l'excepció del regne de Navarra i les provincies del Pais Basc. L'intent de suprimir les duanes basques, portant-les a la mar, va provocar una revolta popular a l'agost de 1718. No obstant això, no van tenir tant èxit amb els peatges interiors coneguts com a portatges, pontatges i barcatges que van seguir pràcticament inalterats a l'estar bona part en mans de la noblesa.
L'abolició de la taxa del gra, decretada el 1765, amb la intenció de liberalitzar el trànsit de cereals, va acabar provocant una ràpida pujada dels preus que van donar lloc al motí de Squillace. Les reglamentacions tant estatals com locals que regulaven el comerç de gra no van ser abolides, i tampoc van ser suprimits els monopolis fiscals dels estancs del tabac i la sal, malgrat que alguns economistes i il·lustrats, com Miguel de Gándara seguien defensant l'abolació d'aquestes traves que limitaven la llibertat comercial. Així ho explicita als seus Apuntes sobre el bien y el mal de España publicats el 1762:
| « | La libertad es el alma del comercio; es el crecimiento de todas las prosperidades del Estado, es el rocío que riega los campos; es el sol benéfico que fertiliza las monarquías; el comercio, en fin, es el riego universal de todo. Su contrario son los estancos, las murallas y tasas. Siempre que hubiera tasas se disminuirían los frutos y las especies de las cosas. Libertad y esperanza hacen laboriosos a los hombres; opresión, tasas y desconfianzas convierten en holgazanes a los más industriosos. Éste es el carácter de la naturaleza humana | » |

Un aspecte destacat és la millora de la xarxa viària, construint-se uns 1200 quilòmetres de carreteres d'una xarxa radial que tenia Madrid com a centre. Es van iniciar una sèrie de carreteres interregionals i es van emprendre la construcció de més de 700 ponts i de nombrosos canals adreçats a estimular la comercialització agrària: Manzanares, Imperial d'Aragó, Castella. Però malgrat uns avenços relatius de la xarxa viària, tot aquest esforç va continuar presentant importants deficiències.

### Comerç amb les Índies
El comerç amb els territoris americans, constituïa la part fonamental del comerç exterior espanyol. Aquest es basava en el principi del monopoli on les colònies només podien comerciar amb la metròpoli; i també en la divisió del treball. En aquest sentit, la metròpoli, Espanya, exportava productes manufacturats: teixits, vi i aiguardents, i a canvi importava matèries primeres com metalls, sucre, tabac, cacau. Aquest era el que es coneixia com a pacte colonial.
La incapacitat de l'economia espanyola per oferir productes manufacturats a preus competitius i en quantitats suficients, va crear problemes a les colònies, fet que va obligar a recórrer de manera creixent al contraban de productes d'altres països, sobretot de la Gran Bretanya. Aquesta situació es va intentar pal·liar, en primer lloc, amb la creació de "companyies privilegiades", com la Reial Companyia Guipuscoana de Caracas, per a Veneçuela, que permetia incloure en el comerç a les regions americanes marginals de les Filipines. Amb el decret de 1778 que va posar fi al monopoli de Cadis, que havia substituït Sevilla el 1717 per al comerç amb Amèrica, es va permetre que altres ports espanyols com Barcelona, Màlaga, Alacant, Cartagena, Sevilla, Gijón, La Corunya, Palma, Tortosa, Almeria i Santa Cruz de Tenerife poguessin comerciar directament amb "Les Indias", encara que Cadis va seguir controlant els 2/3 del comerç colonial.
Els efectes d'aquesta apertura va tenir uns efectes limitats, ja que els nous ports autoritzats van continuar sent en bona part, centres de distribució de manufactures produïdes a altres països europeus que, a canvi, importaven les matèries primeres americanes i la plata. Per això la balanç comercial amb Europa va ser clarament deficitari, important més del que s'exportava, equilibrant-se només amb la sortida d'efectiu. El fet que les transaccions mercantils estiguessin dominades per cases comercials estrangeres instal·lades als ports mediterranis i atlàntics, interessades sobretot al comerç amb Amèrica no va ajudar gens a l'equilibri comercial.

## L'Església
Els il·lustrats espanyols tenien un concepte singular de l'Església catòlica. D'una banda, la feien responsable del fracàs del desenvolupament racional de les nacions; de l'altra, no acabaven de trencar-hi, mantenint una relació que qüestionava només la teologia tradicional. Per a l'església, reclamaven un paper més auster, íntim i personal. Aquesta diferenciació entre l'àmbit privat i el públic va accentuar el principi de separació entre l'Església i l'Estat.

### Regalisme
En una primera part de la instauració borbònica l'Església catòlica a Espanya va tenir un paper fonamental en la política. Durant la Guerra de Successió, el clergat de Castella va donar suport als Borbons com si es tractés d'una croada. En compensació, van rebre de la Corona espanyola grans extensions de territoris per al govern dels bisbes i abats, els quals, com a terratinents, aportaven grans sumes per la hisenda pública. Almenys una cinquena part dels ingressos que tenien per origen l‟economia agrícola castellana procedien de terres governades per l‟Església. La Corona va intentar controlar l'església espanyola, considerant que el papa Climent XI havia donat suport als Àustries, i els Borbons no volien deixar a les seves mans el privilegi d'elecció dels bisbes. Els Borbons van reforçar el regalisme, és a dir, la defensa de les prerrogatives de la Corona, o regalies, sobre la Santa Seu. En el concordat de 1753, signat durant el regnat de Ferran VI es va ampliar, gairebé completament, el dret de patronat reial a tots els territoris, que abans només existia sobre Granada i Amèrica. Es van limitar les atribucions de la Inquisició en matèria de censura (1768) i a nivell judicial (1770).
L'Església es trobava en aquest període en un moment de qüestionament de l'autoritat papal gràcies al desenvolupament de les teories del conciliarisme, i cap a l'establiment d'esglésies nacionals independents de Roma. Una sèrie de bisbes, anomenats jansenistes, tot i que tinguessin poc a veure amb les doctrines de Cornelius Jansen, constituïen un grup de partidaris del regalisme. És a dir, que el poder polític il·lustrat nomenés bisbes afins a les idees de modernització. Entre ells es compten Félix Torres i Amat, Felip Bertrán, deixeble de Maians i Inquisidor general, Josep Climent o Antonio Tavira Almazán. Tots ells enfrontats a l'església més conservadora i partidària de la preeminència del Papa.

### Expulsió dels jesuites

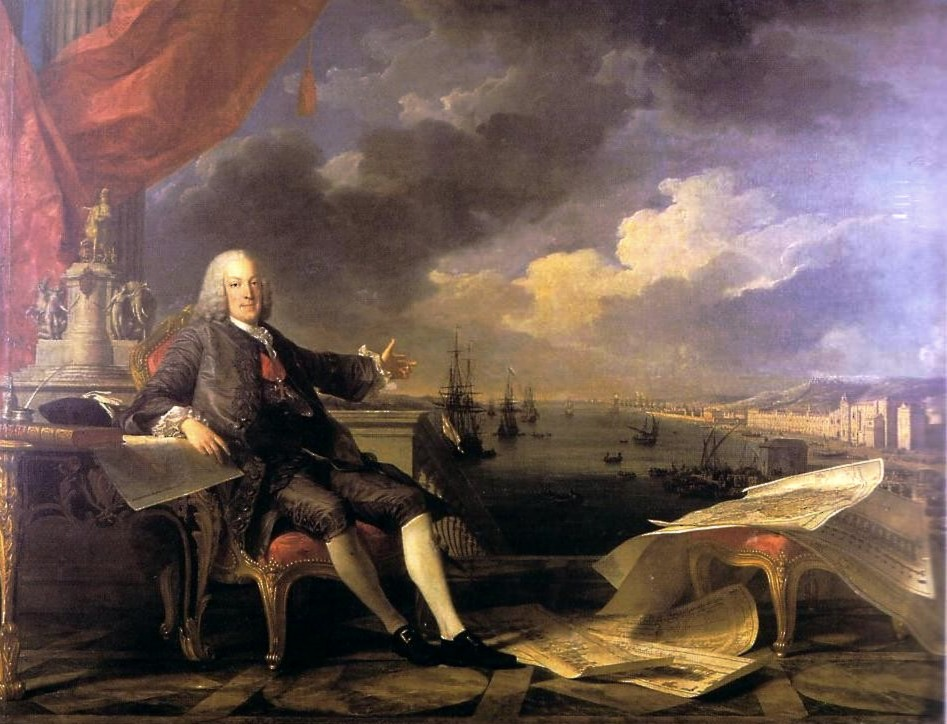
Le Marquis de Pombal: L'Expulsion des Jésuites, pintura de Louis-Michel van Loo 1766.

La irrupció dels jesuïtes amb què es va anomenar "una moral relaxada", va aixecar l'ànim de certs sectors eclesiàstics contra ells. Els jesuïtes s'havien estès per les universitats i els centres educatius d'Espanya, França i Portugal principalment. La seva actitud crítica davant de la filosofia aristotèlica, i el desig d'incorporar els nous coneixements tècnics amb l'extensió del seu treball a totes les classes socials, xocava en part amb l'església tradicional, però només aparentment ja que mantenien els vots d'obediència al papat. L'Església mes conservadora va realitzar una persecució implacable vers les idees innovadores, precontizades pels jesuïtes com a missioners a Amèrica, i sospitosos d'impulsar les idees alliberadores. El Motí de Squillace contra el Marquès després de la fam de 1766 va posar en perill la Corona, la qual va buscar la culpa en els jesuïtes com a conspiradors en la rebel·lió. Amb els antecedents de Portugal i França, Carles III va trobar una oportunitat única per vehicular les friccions amb el papat que van culminar amb l'expulsió dels jesuïtes, a d'Espanya el 1767 i confiscar els seus béns. Recolzant-se amb Felip Bertrán es va reforçar l' exequatur o passi regi,que suposava que les disposicions del papa havien de tenir l'aprovació reial per poder ser publicades i aplicades als territoris de l'imperi espanyol. No obstant, la Monarquia borbònica, no va arribar a qüestionar en cap moment els extensos privilegis de l'Església.

### Inquisició

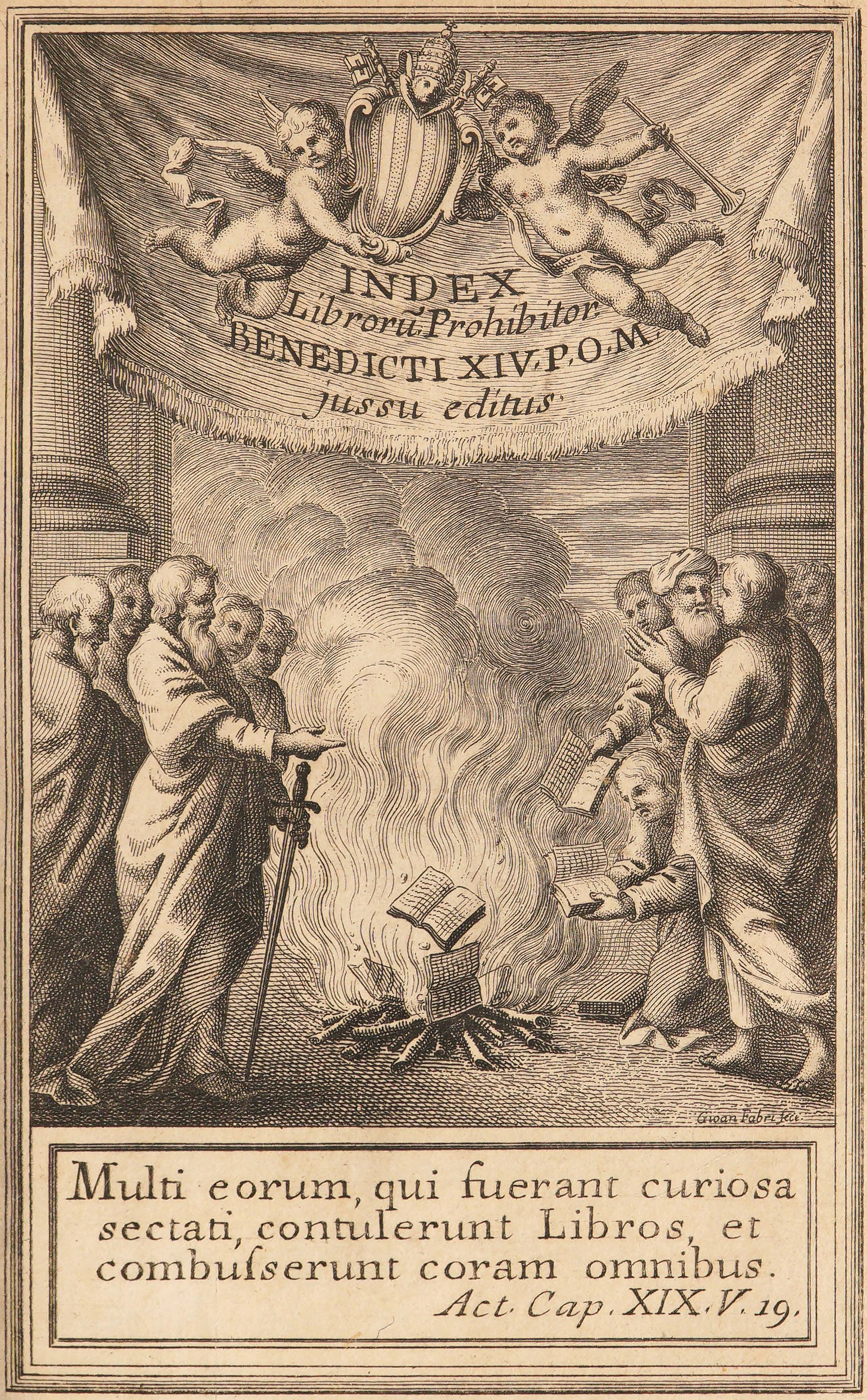
Frontispici de l'edició de 1758 de l'Index Librorum Prohibitorum

Segons els il·lustrats, la Inquisició constituïa l'obstacle més important per actualitzar la cultura espanyola i adaptar-la a l'escena europea. Però el paper de la monarquia borbònica va ser ambigua i contradictòria. Carles III va accentuar la subordinació de la Inquisició a la Monarquia, però el Sant Ofici va mantenir intacte el seu aparell de vigilància, que preveia la presència de comissaris als ports marítims i a les fronteres terrestres, així com la visita sistemàtica a les llibreries del regne, que estaven obligades a presentar un exemplar de l'Índex de llibres prohibits, així com un inventari anual de les seves existències. Es van obrir processos a destacats il·lustrats com Pablo de Olavide, que va ser condemnat a 8 anys de reclusió per "heterodox" i per llegir llibres prohibits. Una altra prova de la "llibertat vigilada" que van practicar els governs reformistes va ser la instauració a mitjan segle de la censura prèvia, que exigia l'autorització oficial per a la difusió de qualsevol imprès (llibre, fullet o periòdic), i una llicència per a la importació de llibres estrangers. Les penes que es podien imposar anaven des de la confiscació de béns fins a la de mort en cas de greu injúria a la fe catòlica.
El 1768 es dictava una nova disposició sobre el procediment que havia de seguir la Inquisició en matèria de censura de llibres, a fi de salvaguardar els autors d'una condemna arbitrària o injusta. Aquesta consistia a imposar una audiència prèvia de l'autor, o representat, abans d'emetre l'edicte condemnatori, que en tot cas exigia també l'autorització governamental per a la promulgació. Dos anys més tard es recordava al Sant Ofici els límits de la seva acció repressiva, que s'havia de cenyir als delictes d'heretgia i apostasia, alhora que es posaven traves a l'empresonament preventiu anterior a la demostració de la culpabilitat de l'implicat. Tota aquesta ofensiva legislativa es va combinar amb una política de nomenaments per als tribunals inquisitorials que privilegiava els eclesiàstics més cultes, tolerants i il·lustrats, davant del personal anterior, compost sovint de religiosos tradicionalistes i de preparació cultural deficient, que ignoraven en molts casos les llengües estrangeres en què estaven escrites les obres que condemnaven.

## Cultura

### 1a meitat XVIII
Durant el regnat de Felip V es van crear tres institucions culturals de gran importància que van configurar una nova planta acadèmica.
La primera va ser la Reial Biblioteca fundada el 1712. Es discuteix si per iniciativa dels jesuïtes francesos de l'entorn de Felip V o de Melcior de Macanaz, amb la finalitat de custodiar les col·leccions de llibres de la Corona, especialment la biblioteca de la reina mare de Carles II, i les que havien portat de França el mateix Felip V i els seus consellers francesos. S'hi van afegir la rica biblioteca de l'arquebisbe de València, Folch de Cardona, exiliat austracista. La biblioteca va veure incrementat notablement el nombre de volums quan es va promulgar la reial ordre que obligava a dipositar-hi un exemplar de qualsevol llibre imprès a Espanya. Els responsables de la mateixa van ser els confessors del rei i hi van tenir acollida les obres dels precursors de la Il·lustració, els novatores, i els primers il·lustrats. De la Reial Biblioteca va partir la iniciativa d'editar el Diari dels literats d'Espanya, el primer número del qual va aparèixer el 1737 i que va començar a publicar ressenyes dels llibres i revistes editats dins i fora d'Espanya. No obstant això, les possibilitats culturals de la Reial Biblioteca no van ser utilitzades plenament i els bibliotecaris nomenats durant el regnat de Felip V, a excepció de Gregorio Mayans que va acabar dimitint després de sis anys en el càrrec (1733-1739), " no van sobresortir en cap activitat renovadora, i, de molts, no es coneix una sola obra impresa”. La Reial Biblioteca no es va convertir en un autèntic focus cultural fins al regnat de Ferran VI, gràcies al nou confessor real Pare Rávago, i sobretot fins a la reforma de 1761 en els inicis del regnat de Carles III.
La segona institució, la Real Acadèmia Espanyola, va tenir molt més transcendència en la configuració del nou model cultural borbònic. Va tenir el seu origen a la tertúlia literària del Marquès de Villena, que es va constituir de manera formal el 1713 amb l'objectiu d'evitar la corrupció de la llengua castellana, i que va rebre el títol de "Reial" i l'aprovació del monarca l'any següent. Aquests se'ls hi va concedir als el privilegi de «criats de la Casa Reial», per la qual cosa, polítics, militars i cortesans van ocupar la majoria de les places. El projecte més ambiciós que va aconseguir tirar endavant l'Acadèmia va ser el Diccionari d'Autoritats, amb un primer volum que va aparèixer en 1726 i l'últim en 1739. El diccionari es va completar amb la publicació el 1742 d'un tractat d' Ortografia. Encara que molts homes de lletres "no estaven conformes amb les regles dictades, van seguir durant molts anys la seva pròpia ortografia. L'Acadèmia va ser inflexible, i un acadèmic de la Història, com Cerdá Rico, no va ser acceptat a la de la Llengua per no seguir l'ortografia imposada per la institució. La Gramàtica hauria d'esperar al regnat de Carles III per ser publicada (1771).
La tasca de la Reial Acadèmia Espanyola, seguint el model de l'Acadèmia Francesa, va estar dirigida a fer realitat l'uniformisme lingüístic que es correspongués amb el nou estat centralitzat borbònic sorgit dels Decrets de Nova Planta. De la mateixa manera que s'havia dotat d'unes lleis comunes, que eren les de Castella —amb l'excepció del regne de Navarra i les Bascongadas—, havia d'utilitzar una única llengua, que seria el castellà convertit a partir d'aleshores en la llengua espanyola . "La comunitat política al voltant del rei, la pàtria que s'imposava a les altres pàtries i era l'única que mereixia aquest nom vista des de la cort, havia de tenir una sola llengua i aquesta llengua cultivar-se amb cura per a més glòria de la pàtria, a singular, que s?identificava amb l?estat dinàstic". Era un programa político-cultural àmpliament recolzat pels primers il·lustrats i pels buròcrates reformistes. Benito Feijoo en el tom tercer de Teatro Crítico, publicat el 1728, abominava d'«aquesta pesta que anomenen paisanisme», l'amor a la pàtria particular, que «és un incentiu de guerres civils i de revoltes contra el sobirà». Es tractava, doncs, d'un model uniformista –unes mateixes lleis, un únic regne, una sola llengua– completament oposat al de la monarquia composta defensada pels austriacistes que admetia diverses “pàtries” o comunitats polítiques amb els seus drets i llibertats respectius.
El tercer pilar de la " nova planta acadèmica " va ser la Reial Acadèmia de la Història, nascuda oficialment el 1738 i els membres de la qual van rebre també el privilegi de «criats de la casa reial». El seu origen, com el de la Reial Acadèmia Espanyola, va ser una tertúlia privada sorgida cap a 1735 que es reunia a casa de l'advocat Julián de Hermosilla. En aquesa institució no es tractaven únicament qüestions d'història, per la qual cosa inicialment es va anomenar Acadèmia Universal. Però aviat es va orientar exclusivament a la història i la geografia d'Espanya. Una part dels membres pretenia depurar "la història d'Espanya d'invencions basades en llegendes i cronicons falsos", encara que aquest treball crític havia de ser compatible amb la història sagrada. El primer suport oficial, concretament del confessor del rei, el va rebre l'any següent quan l'acadèmia es va reunir a la Reial Biblioteca. No obstant això, les primeres activitats historiogràfiques de l'Acadèmia van ser poc afortunades, com la publicació de l' Espanya Primitiva de Francesc Xavier de l'Horta i Vega que estava basada en un fals cronicó del segle xvii, fet que va ser denunciat pel bibliotecari reial, l'il·lustrat valencià Gregorio Mayáns que va rebre pressions de les Acadèmies de la Història i de la Llengua perquè canviés el seu criteri. Malgrat això l'obra finalment es va publicar.
La contribució de la Reial Acadèmia de la Història al model cultural uniformista borbònic va ser encara més gran que el de la Reial Acadèmia Espanyola, ja que el seu objectiu, era crear un nacionalisme dinàstic a la manera francesa, uniforme i centralista al voltant de la tall del monarca absolut. Aquesta voluntat no deixava espai a cap altre tipus de nacionalisme i com a tal va aconseguir imposar-se amb èxit a l'antiga Corona d'Aragó. Les visions alternatives igualment espanyoles i d'arrel austracista no van desaparèixer, com ho demostraria la fundació el 1729, sense suport oficial, de l'Acadèmia de Bones Lletres de Barcelona, hereva de l'austracista Acadèmia dels Desconfiats de principis de segle. El reconeixement reial no es produiria fins al regnat de Ferran VI.

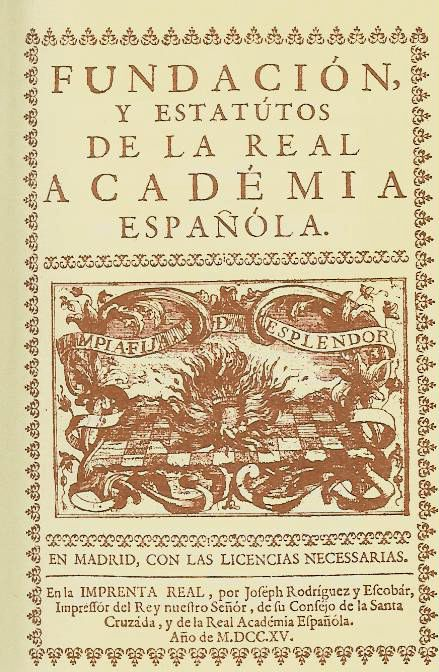
Portada de la primera edició de Fundació i estatuts de la Reial Acadèmia Espanyola (1715).
Escut d'armes de la Reial Acadèmia de la Història
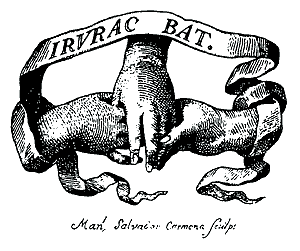
Emblema de la Reial Societat Bascongada d'Amics del País amb el lema «Irurac bat» («Les tres, una»).
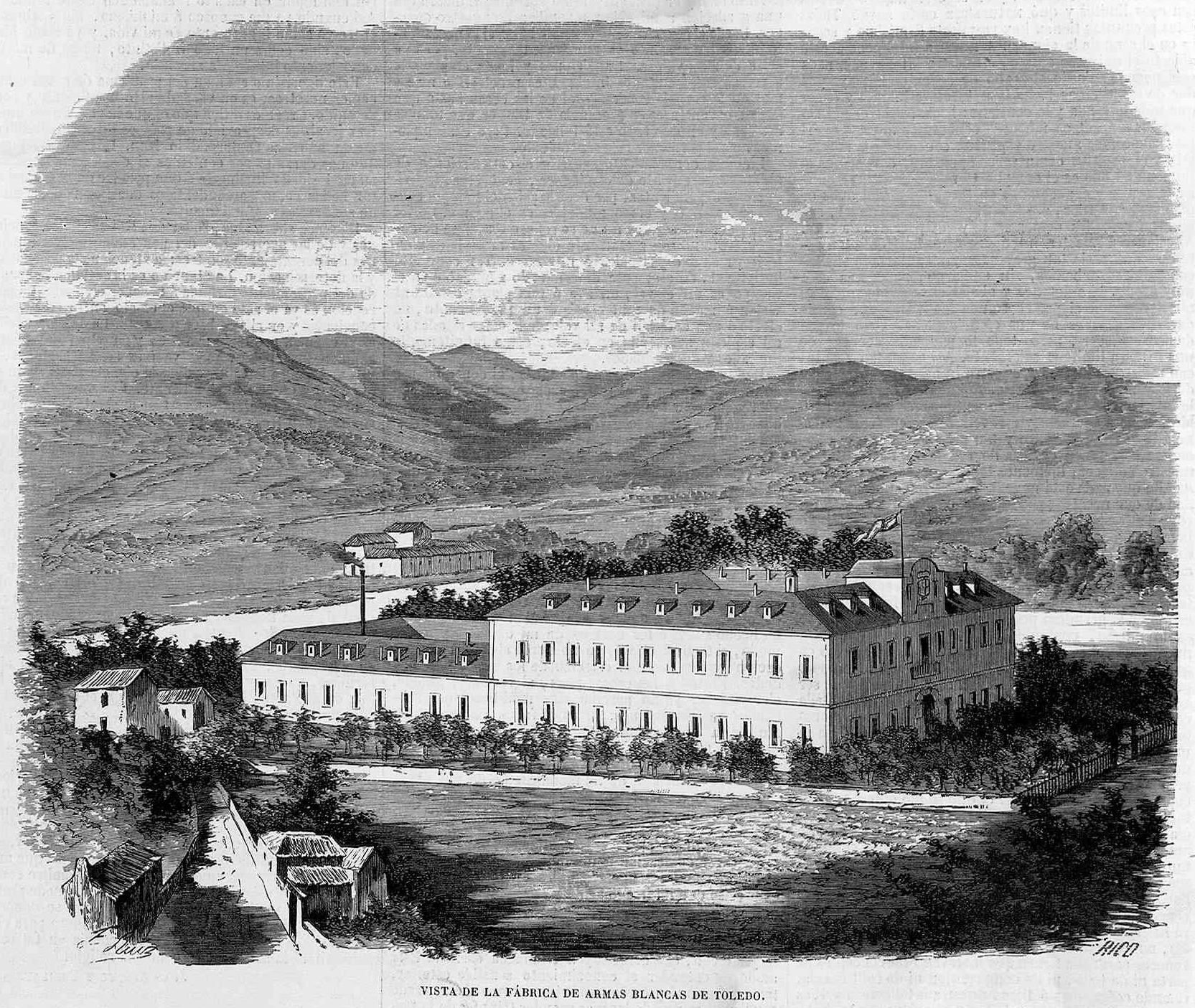
Vista de la Fàbrica d'Armes de Toledo a la revista El Museo Universal.(1761)
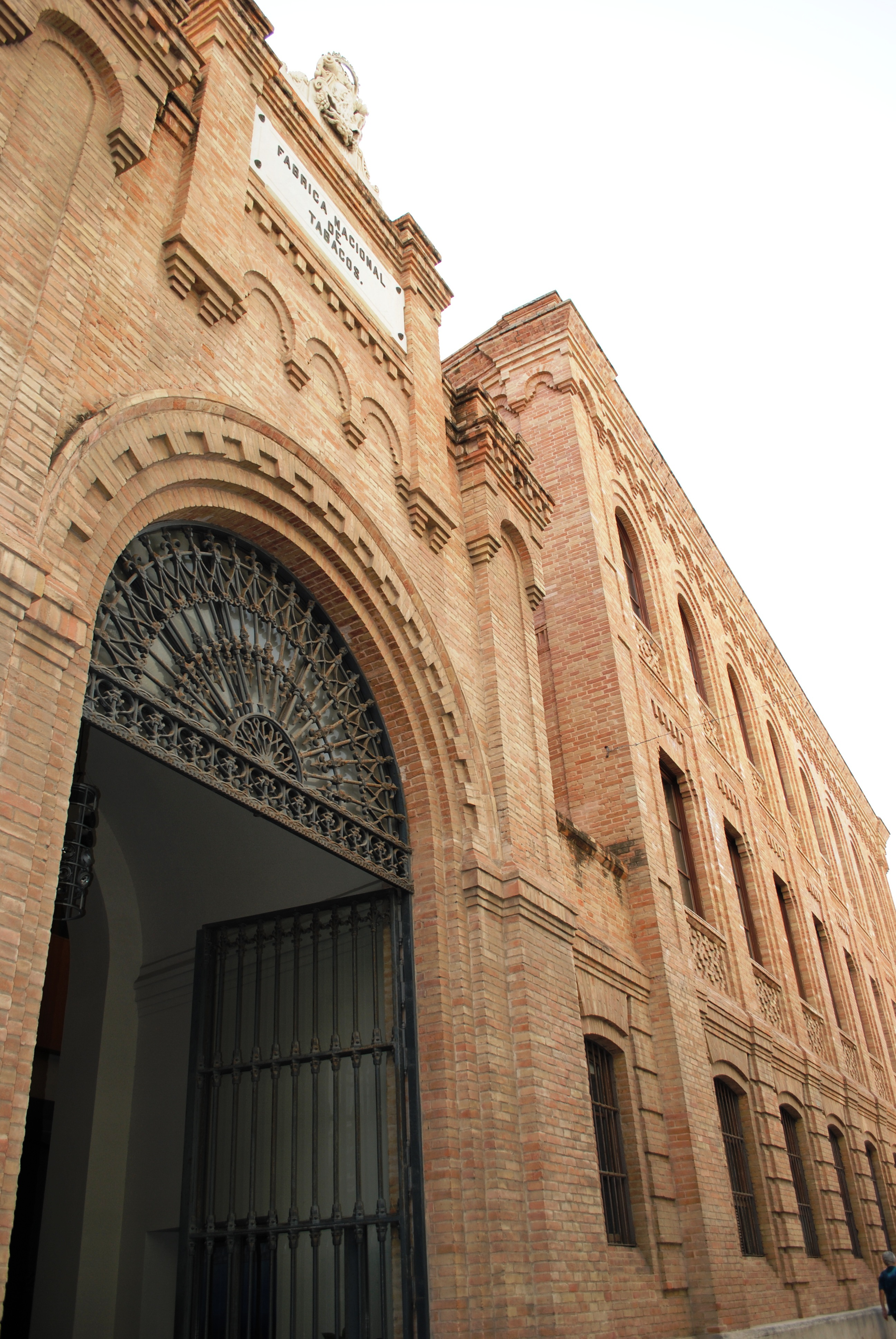
Façana de l'antigua Fábrica Nacional de Tabacs de Càdis, actual Palau de Congressos (1741)

### 2a meitat XVIII
Els governs de Carles III, van potenciar aquelles iniciatives culturals que sintonitzaven millor amb els interessos de la Monarquia, però no es va arribar a crear un sistema d'“instrucció pública”, a causa de l'elitisme de les propostes culturals il·lustrades, com en el cas de Jovellanos, que va defensar una educació a l'abast de tothom però limitada als nivells elementals, perquè anar més enllà seria posar en perill l'ordre social.
Les reials acadèmies com la Reial Acadèmia Espanyola, (1713); de la Història, (1735); de Jurisprudència, (1739); de Belles Arts, (1757) es van mantenir, amb la finalitat de difondre l'opinió oficial en els diferents àmbits de l'activitat cultural, i d'introduir l'afany centralitzador i uniformitzador de la monarquia borbònica..
Es van fundar les escoles d'Arts i Oficis, que haurien de perviure fins ben entrat el segle xx, a la majoria de les ciutats importants d'Espanya, per satisfer les necessitats de mà d'obra especialitzada per a les manufactures reials, de les quals se'n van crear diverses. Per exemple, com a rei de Nàpols va fundar el Reial Laboratori de Pedres Dures de Nàpols (1737), la Reial Fàbrica de Tapissos de Nàpols (1737), la Reial Fàbrica de Porcellanes de Capodimonte (1743) i la Reial Fàbrica de Majòliques de Caserta (1753). Com a rei d'Espanya va fundar el Real Laboratori de Mosaics i Pedres Dures del Buen Retiro (1759), la Real Fàbrica de Porcellana del Buen Retiro (1759), la Real Fàbrica de Plateria Martínez (1778) i la Real Fàbrica de Rellotges (1788).
També es van crear noves institucions d'ensenyament superior dirigides a millorar l'educació de la noblesa, amb la fundació de Seminaris de Nobles, com el de Madrid i el de Vergara, que van esdevenir centres rellevants de l'Espanya il·lustrada. En relació amb la noblesa cal tenir en compte les especialitats militars, com l'Acadèmia Militar de Matemàtiques, o els Reials Col·legis de Cirurgia: Cadis (1748), Barcelona (1760), San Carlos (1780) que esdevingueren importants centres d'ensenyament científic. En relació amb les ciències aplicades es constituïren la Reial Escola de Mineralogia (1789), Real Institut Asturià de Mines (1794), Escola de Veterinària de Madrid (1792), o l'Escola de Camins, Ponts i Canals de Madrid (1802). L'ensenyament militar seria impulsat alhora a través de l'Escola de Guardiamarinas de Cadis (1717), esdevenint Reial Escola el 1769, i anys més tard s'instauren les Reials Companyies de Guàrdiamarines de Ferrol i Cartagena (1776), així com altres institucions en les colònies americanes..
Les Societats Econòmiques d'Amics del País, va ser una proposta d'iniciativa privada originada per la Reial Societat Bascongada d'Amics del País el 1764 i que l'any següent va rebre el reconeixement oficial, aprovant els seus objectius: el foment de l'agricultura, indústria, comerç i les ciències. Les més de 70 Societats que es van fundar a continuació per tot Espanya, a través de les autoritats locals la majoria, es van dedicar a la redacció de memòries i informes sobre les mesures a prendre per al foment de l'economia, ia creació d'escoles de formació professional, la difusió de coneixements i tècniques de les ciències "útils" entre els agricultors i els artesans. A les ciutats portuàries els Consolats de Comerç van ser els encarregats d'exercir unes funcions anàlogues a les Societats Econòmiques, especialment a partir de la promulgació del Reglament de Lliure Comerç (1778). A partir d'aqui es van finançar projectes considerats d'interès general, com l'obertura d'expedients sobre temes econòmics: "Única Contribució" o Cadastre d'Ensenada, la "Llei Agrària", o Expediente de la Ley Agraria (1795), o la realització d'informes estadístics, com els censos de població ordenats per Aranda, Floridablanca i Godoy, o la cartografia del territori espanyol.

### Universitats
Les universitats espanyoles van participar activament en l'esplendor cultural dels Segles d'Or, però a l'igual que altres institucions universitàries europees, no van ser el centre del moviment renovador del pensament que va portar a la Revolució Científica. Destaquen les de Salamanca, Alcalá i Valladolid, amb els seus col·legis majors; però també altres, col·legis o estudis universitaris com els de l'antiga Corona d'Aragó: Saragossa,64 València la Sertoriana d'Osca, les catalanes de Lleida, Girona i Barcelona. fusionades a la de Cervera el 1717, la Lul·liana de Palma, la de Gandia, fins a l'expulsió dels jesuïtes, així com la d'Oriola, la navarresa Pamplona; i altres a la Corona de Castella: Santiago, Oviedo, Sigüenza, Toledo, Almagro, Sevilla, Granada i Baeza.

El paper renovador li corresondria a altres institucions, com les societats científiques i acadèmies i a les pròpies publicacions científiques i correspondència que s'intercanviaven els homes de ciència. En línies generals la universitat va romandre estancada en les formes repetitives de l'escolàstica medieval, tendents a la perpetuació dels paradigmes dominants com el gal·lenisme, i el geocentrisme, i el que s'ha anomenat neoescolàstica. Es van modernitzar els plans d'estudis universitaris, introduint els estudis de matemàtiques, física, biologia i altres ciències naturals, i secularitzar el professorat, excloent-hi les ordres religioses, però hi va haver moltes resistències en consolidar aquestes iniciatives que van donar resultats molt desiguals, per la qual cosa no es va posar a l'avantguarda de la reforma educativa il·lustrada.

Rutas fetes per les corbetes La Descubierta i La Atrevida a l'Expedició Malaspina (1789-1794).

Tot i això, les seves càtedres i col·legis van acollir personalitats destacades de nivell intel·lectual, i particularment les espanyoles es van caracteritzar per protagonitzar un moviment cultural de gran influència que ha rebent el nom d'humanisme espanyol, dins del qual es pot agrupar a autors sota el nom d'Escola de Salamanca. Entre les novetats que van aparèixer a l'època, cal esmentar la primera dona que va fer classes en una universitat europea, Luisa de Medrano, a Salamanca.

## Expedicions científiques
Durant el segle xviii es produeix una adaptació als ideals de la Il·lustració. Es passa del període conegut com l'Era de l'Exploració dels segles XV i XVI, vinculats a l'expansió de l'Imperi Espanyol, a d'altres en les quals la finalitat científica guanya importància, sense abandonar l'estratègica i militar. L'expedició espanyola més important de l'època va ser l'Expedició Malaspina que va durar cinc anys, des del 1789 fins al 1794. Va ser un viatge d'exploració politicocientífic que va fer la volta al món, per visitar territoris espanyols a Amèrica i Àsia, recollint informació antropològica, geogràfica, i de la flora i fauna d'aquestes regions, així com política. També a finals del segle xviii s'organitzen diverses expedicions al llarg del Pacífic, entre elles Tahití al Pacífic Sud i múltiples expedicions a Canadà i Alaska.
A la primera part del segle destaca la Missió Geodésica al Perú (1734), expedición hispano-francesa de La Condamine, Jordi Joan i Antonio de Ulloa, para la medició del meridià terrestre. Ja en la segona meitat es promuen un gran nombre d'expedicions preferentment relacioandes amb la història natural com són la Reial Expedició Botànica al Virregnat del Perú (1777-1786), d'Hipólito Ruiz i José Antonio Pavón: Quinología o tratado del árbol de la quina o cascarilla, 1792, Florae Peruvianae, et Chilensis prodomus, 1794, Disertaciones sobre la raíz de la ratánhia, de la calaguala y de la china y acerca de la yerba llamada canchalagua, 1796, Flora peruviana et chilensis, 1798-1802, Systema vegetabilium florae peruvianae et chilensis, 1798. La Reial Expedició Botànica del Nuevo Reino de Granada (1782-1808) de José Celestino Mutis Instrucción relativa a las especies y virtudes de la quina, 1792, El arcano de la quina, 1828, va ser la que va tenir mes impacte nacional i internacional. A continuació, la Reial Expedició Botànica a Nueva Espanya (1787-1803, Martín Sessé i José Mariano Mociño Flora Mexicana y Plantae Novae Hispaniae. L'Expedició a Chile i Perú de Conrado Heuland i Cristián Heuland, enviats per José Clavijo y Fajardo, director del Reial Gabinet d'Historia Natural. L'Expedició d'Alejandro Malaspina (1789-1794), de José Bustamante, amb cartografia de Felip Bauçà, i la participació de naturalistes com Tadeo Haenke, Luis Née i Antonio Pineda, amb pintures de José Guío, José del Pozo, Fernando Brambila, Juan Ravenet i Tomás de Suria va ser la mes exitosa de totes. Els resultats d'aquestes expedicions no van trobar una aplicació pràctica degut als problemes polítics que van ocasionar Godoy que van provocar la confiscació i l'oblit dels materials recopilats.

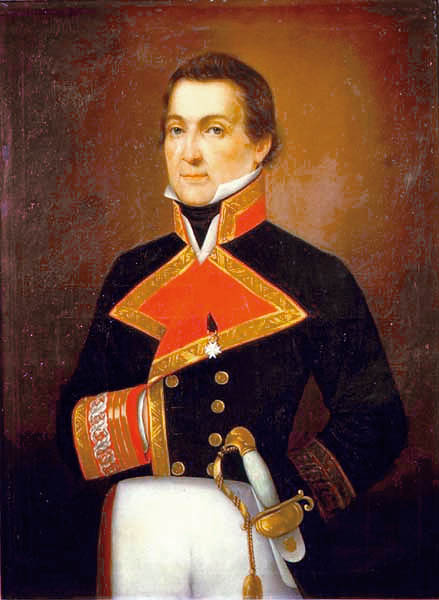
Alessandro Malaspina (1754–1810), oficial de l'Armada Espanyola i expedicionari científic i comercial.
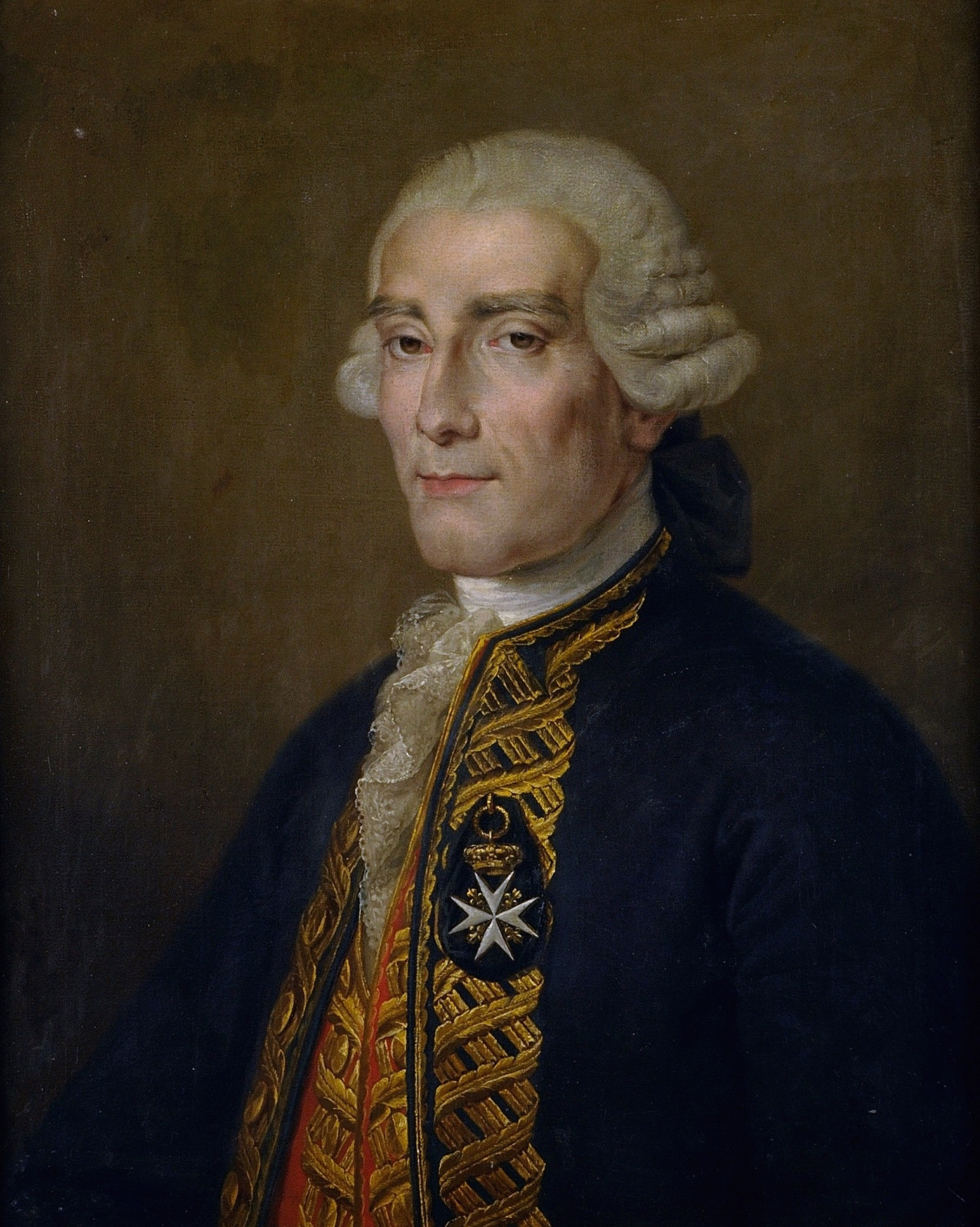
Jordi Joan i Santacília (1713-1773), Científic, marí, ambaixador i matemàtic espanyol.
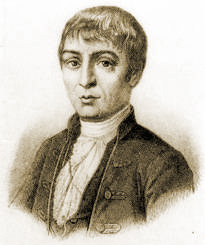
Hipólito Ruiz López (1754 — 1816), botànic, farmacoleg de Sud Amèrica..
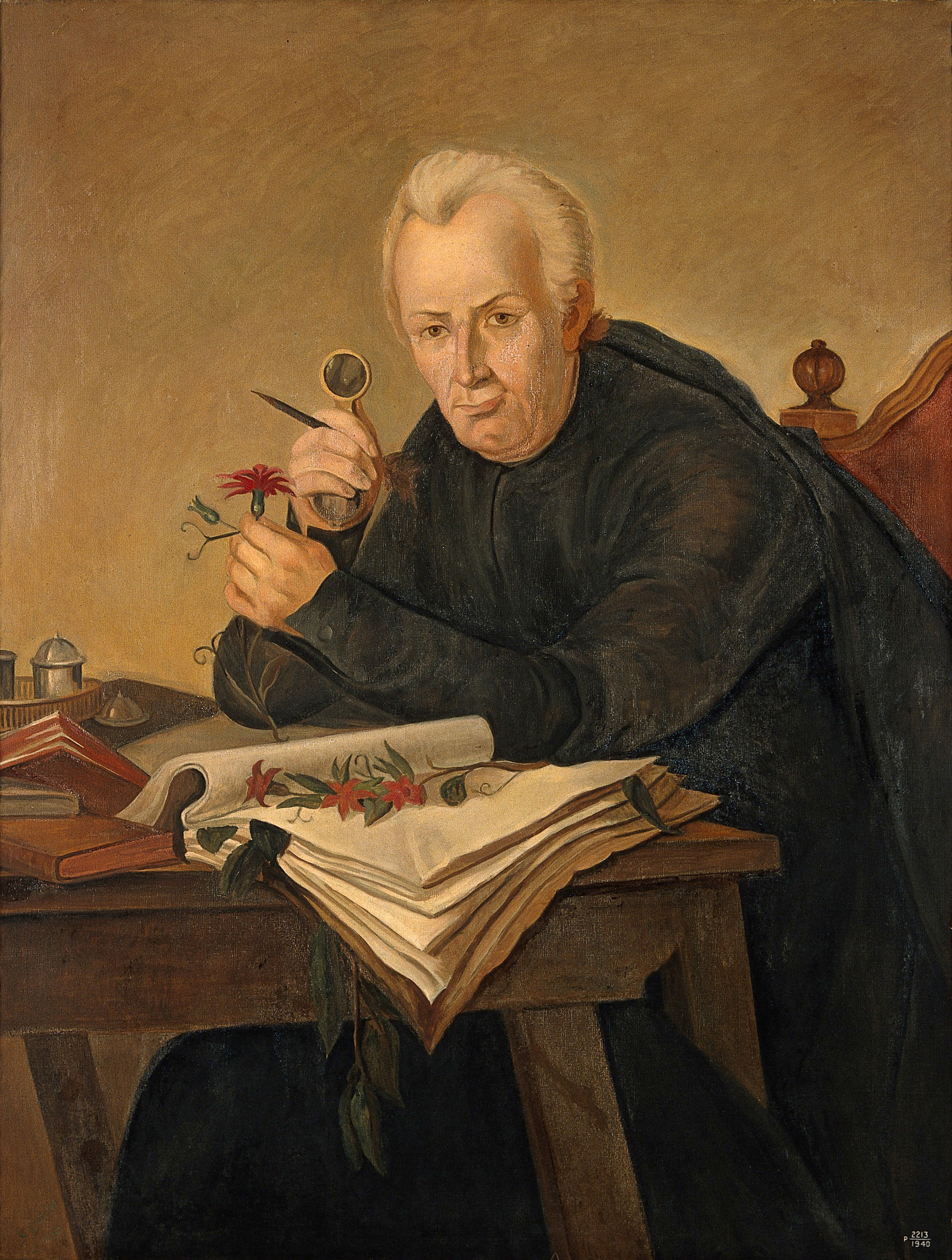
José Celestino Mutis, botànic de Nova Granada (1732 – 1808)
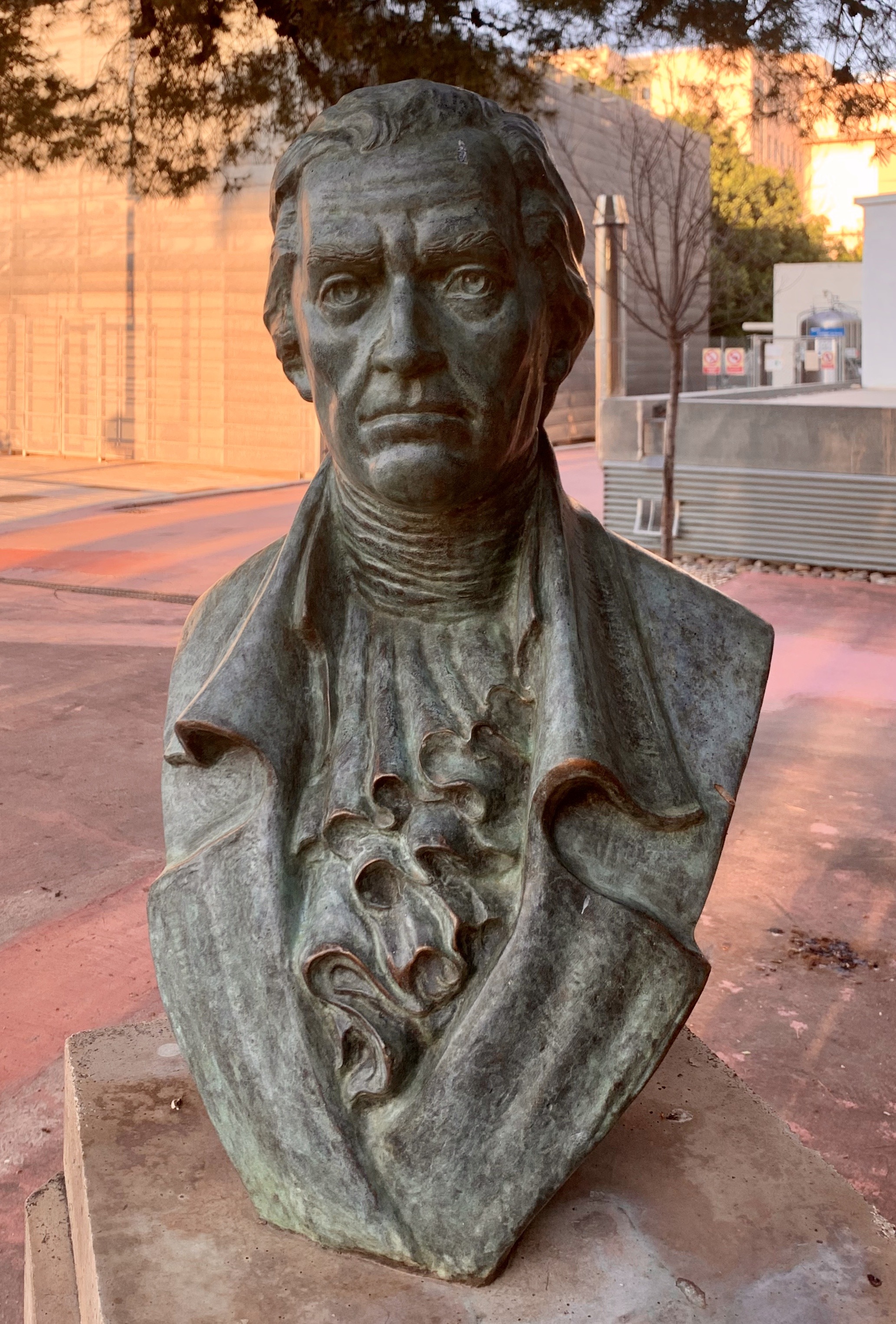
Estàtua de Francesc Xavier Balmis i Berenguer (1753 - 1818 o 1819) a Alacant

Mes sort va tenir la Reial Expedició Filantròpica del Vaccí de Francesc Xavier Balmis i Berenguer (1803-1806), amb la participació de Josep Salvany i Lleopart, claus pel descobriment de la vacuna de la verola als territoris d'ultramar.